# Pierre-Joseph Proudhon
Pour les articles homonymes, voir Proudhon.
 (avril 2025).
Pierre-Joseph Proudhon, né le 15 janvier 1809 à Besançon et mort le 19 janvier 1865 à Paris (16e arrondissement), est un polémiste, journaliste, économiste, philosophe, homme politique et sociologue français. Précurseur de l'anarchisme, il est le seul théoricien révolutionnaire du XIXe siècle, avec Benoît Malon, à être issu du milieu ouvrier.
Il est autodidacte, penseur du socialisme libertaire non étatique, partisan du mutuellisme et du fédéralisme. S'il est le premier à se réclamer anarchiste, en 1840, partisan de l'anarchie,, entendue en son sens positif, « La liberté est anarchie, parce qu'elle n'admet pas le gouvernement de la volonté, mais seulement l'autorité de la loi, c'est-à-dire de la nécessité », dans une lettre adressée à Millet, il explique comment l'anarchisme l'a conduit au fédéralisme : « Pour ne vous citer qu'un exemple de cette méthode, je vous ferai remarquer en passant que si, en 1840, j'ai débuté par l'anarchie, conclusion de ma critique de l'idée gouvernementale, c'est que je devais finir par la fédération, base nécessaire du droit des gens européens et, plus tard, de l'organisation de tous les États. »
Il est l'auteur d’une soixantaine de livres.
En 1840, dans son premier ouvrage majeur, Qu'est-ce que la propriété ? ou Recherche sur le principe du Droit et du Gouvernement, il rend célèbre la formule « La propriété, c'est le vol !,,, ». Dans ce même ouvrage, il est le premier auteur à utiliser l'expression « socialisme scientifique », lorsqu'il écrit : « La souveraineté de la volonté cède devant la souveraineté de la raison, et finira par s'anéantir dans un socialisme scientifique ».
En 1846, il donne, dans son Système des contradictions économiques ou Philosophie de la misère, une explication de la société fondée sur l'existence de réalités contradictoires. Ainsi, la propriété manifeste l'inégalité mais est l'objet même de la liberté. Le machinisme accroît la productivité mais détruit l'artisanat et soumet le salarié. La liberté elle-même est à la fois indispensable mais cause de l'inégalité.
En 1848, dans Solution du problème social, il élabore la théorie du crédit à taux zéro qui anticipe le fonctionnement des mutuelles d'aujourd'hui. Il imagine la création d'une banque d'échange ou « banque du peuple », dont le but est l'abolition de la monnaie, du salariat, la suppression de toute prise d'intérêt et de toute réalisation de profit dans le cadre des structures d'échange entre les individus.
Anticlérical, il publie en 1858 l’ouvrage De la justice dans la Révolution et dans l'Église, véritable somme contre l'Église dans lequel il prône l'abolition de toutes les formes de pensée et d'organisation ecclésiales au profit des formes égalitaires, anti-hiérarchiques,.
En 1863, dans Du Principe fédératif et de la nécessité de reconstituer le Parti de la Révolution, et en 1865, dans De la Capacité politique des classes ouvrières, il est un des premiers théoriciens du fédéralisme, entendu non pas seulement comme libre association des communes mais comme point de jonction entre l'industrie et la campagne, l'ouvrier et le paysan.
Dans Les Démocrates assermentés et les réfractaires, il pose les bases du refus de toute participation aux élections lorsqu'elles sont truquées, dévoyées par le pouvoir bonapartiste, détournées par le système capitaliste, manipulées par ceux qui font et défont les cartes électorales. Il ne condamne pas la démocratie ou le suffrage universel en eux-mêmes mais leur manipulation au profit des intérêts capitaliste et étatique.

## Premières années

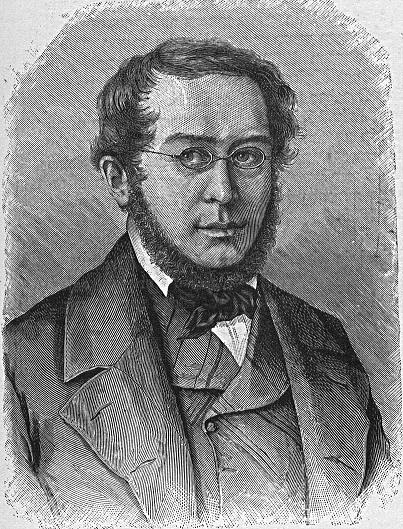
Proudhon dans sa jeunesse.

Proudhon naît à Besançon au 37 rue du Petit-Battant, d'un père tonnelier et d'une mère cuisinière, Catherine Simonin (1774-1847), « femme de cœur, de tête et de jugement » qui le marquera par son dévouement et son goût du travail. D'un milieu modeste d'origine paysanne, il garde la seule vache de la famille et mène une vie simple. Dès l'âge de sept ans, il est placé comme bouvier. Il est élevé dans la religion catholique par sa mère et reçoit une solide formation religieuse.
À douze ans, il est admis en 8e (CM1) au Collège Royal de Besançon où il côtoie pour la première fois les enfants de la noblesse et de la bourgeoisie qui le renvoient à sa misère. Brillant élève, il obtient une bourse d'externe. Il entreprend des études classiques, dans des conditions difficiles.
En 1826, à la suite de la faillite des affaires paternelles, il est contraint d'abandonner ses études alors qu'il est en classe de rhétorique, et donc avant de passer son baccalauréat.
En 1828, à dix-neuf ans, il intègre l'imprimerie Gauthier de Besançon, où il devient ouvrier typographe, puis correcteur. Il y découvre la vie d'atelier. Gauthier édite les pères de l'Église, ce qui lui permet d'apprendre l'hébreu, de se perfectionner en grec et en latin, et d'acquérir une bonne connaissance de la théologie. Il y corrige les épreuves du livre Le Nouveau Monde industriel et sociétaire de Charles Fourier (1829) qui l'influencera durablement,.

La crise économique de 1830 l'oblige à quitter Besançon. Il fait un tour de France et travaille successivement à Neufchâtel, Paris, Lyon, Marseille, Draguignan, Toulon. Il chôme plus d'une fois et connaît le besoin, se sentant supérieur à son état, observant la société de près et sans indulgence, il devient républicain. En 1832, il écrit de Paris : 
« Sur quatre-vingt-dix imprimeries, pas une n'avait pu m'embaucher ».
En 1836, de retour à Besançon, Proudhon avec deux associés, fonde une petite imprimerie. Mais il ne réussit pas à équilibrer les comptes et l'entreprise ferme rapidement,. En 1840, sous le label L'imprimerie de P-J Proudhon, est édité une Ode à la liberté signée par Un patriote bisontin et Au profit des indigents de la ville,

## Premiers écrits

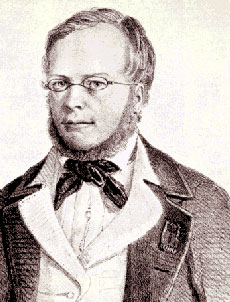
Proudhon dans les années 1840.

En 1837, c'est son Essai de grammaire générale, intégré sans être signé aux Éléments primitifs des langues de l'abbé Bergier, qui manifeste pour la première fois son audace intellectuelle, malgré le manque patent de connaissances philosophiques.
En 1838, l'Académie des sciences, belles-lettres et arts de Besançon met au concours une pension d'Amélie Suard (en mémoire de son mari l'académicien Jean Baptiste Antoine Suard), une bourse de 1 500 francs par an pendant trois ans, au profit d'un jeune littérateur reconnu comme le plus digne dans le département du Doubs afin qu'il poursuive ses études. Proudhon, qui n'a pas son baccalauréat, le passe à vingt-neuf ans, pose sa candidature et il est choisi, malgré une rude concurrence, le 23 août 1838. Il est guidé dans ses études par le bibliothécaire Charles Weiss.
En 1838, Proudhon arrive à Paris. Il y mène une vie pauvre, ascétique, studieuse et découvre les idées socialistes. Il doit préparer des ouvrages pour faire honneur à l'Académie mais ce devoir est vite oublié. Il n'a formellement promis à l'Académie qu'une chose, c'est de travailler à l'amélioration matérielle et morale de ceux qu'il appelle ses frères, les ouvriers.
C'est vers l'économie politique qu'il se tourne : il cherche dans les bibliothèques et dans les cours publics toutes les parcelles qu'il peut recueillir de cette science de l'avenir. Il suit les cours d'économie de la faculté de droit et du Conservatoire des arts et métiers, où professe Adolphe Blanqui, le frère aîné du révolutionnaire Auguste Blanqui, fréquente le Collège de France et la Sorbonne. Mais aux cours magistraux, il préfère la fréquentation des bibliothèques, en particulier celle de l'Institut. Il lit Adam Smith, Hume, Locke, Kant, Fichte, Condillac, Say, Cousin, Jouffroy, Montesquieu, Vico, Grotius, Rousseau, Leroux, Bossuet, De Maistre, Comte, Cuvier, Reid, Rossi, Turgot, Voltaire, Condorcet, Buchez, Troplong, Bentham… (plus de 150 auteurs différents). Il transcrit dans 34 gros cahiers les passages qui lui paraissent les plus importants et ajoute des réflexions personnelles. À la fin du IVe cahier il dresse une liste de plus de 120 ouvrages à lire. Il étudie, il fait la critique de ses maîtres, orateurs et écrivains. Il élabore les parties et les morceaux de théories nouvelles. Dès le début de 1839, il songe à écrire un gros livre sur la question de la propriété.

En février 1839, l'Académie de Besançon met au concours le sujet suivant : 
« De l'utilité de la célébration du dimanche, sous les rapports de l'hygiène, de la morale, des relations de famille et de cité ». Proudhon rédige un mémoire, L'Utilité de la célébration du dimanche, qui ne lui vaut qu'une mention honorable, une médaille de bronze. Le jury trouve trop hardies certaines digressions sur l'Évangile et certaines attaques contre la civilisation industrielle. Ce texte porte les germes de ses idées révolutionnaires.

## Réflexions sur la propriété

### Qu'est-ce que la propriété?(1840)

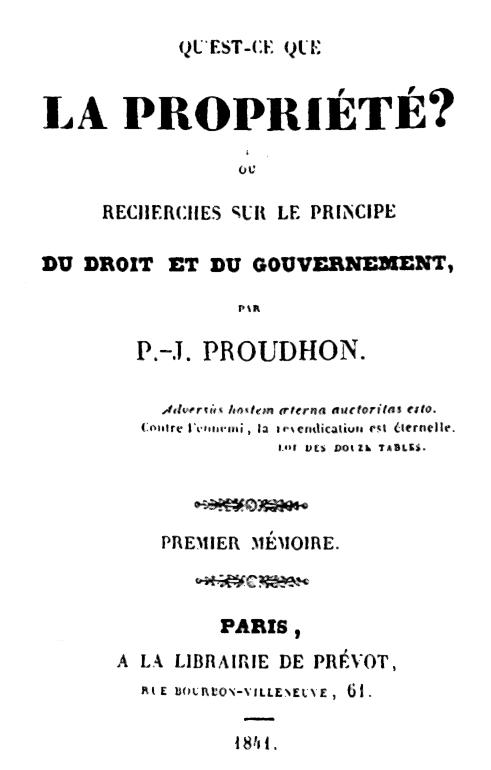
Édition de 1841.

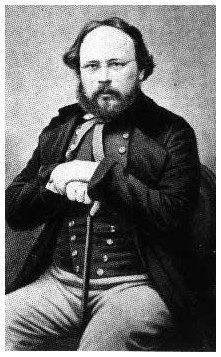
Proudhon (date inconnue).

De 1840 à 1842, il publie trois mémoires sur la propriété. Dans le premier, en juin 1840, il pose la question : Qu'est-ce que la propriété ?, et répond « La propriété c'est le vol » : « Si j'avais à répondre à la question suivante : Qu'est-ce que l'esclavage ? et que d'un seul mot je répondisse : c'est l'assassinat, ma pensée serait d'abord comprise. Je n'aurais pas besoin d'un long discours pour montrer que le pouvoir d'ôter à l'homme la pensée, la volonté, la personnalité, est un pouvoir de vie et de mort, et que faire un homme esclave, c'est l'assassiner. Pourquoi donc à cette autre demande : Qu'est-ce que la propriété ? ne puis-je répondre de même : c'est le vol, sans avoir la certitude de n'être pas entendu, bien que cette seconde proposition ne soit que la première transformée ? ». Malgré cette comparaison entre esclavage et assassinat, à une époque où l'esclavage a toujours lieu alors dans les colonies françaises, Proudhon se prononcera en faveur de l'esclavage des noirs vingt ans plus tard, en 1861, dans La Guerre et la Paix.
Pour Proudhon, dans une entreprise, parce qu'ils travaillent collectivement, les ouvriers produisent plus que s'ils travaillaient chacun individuellement. Un individu ne peut faire en dix heures le même travail que dix individus en une heure. La force collective dans le travail social produit bien plus que la force individuelle. Cent hommes peuvent déplacer une pierre de plusieurs tonnes que jamais un individu seul ne pourra faire bouger même en cent fois plus de temps. Pourtant le capitaliste rétribue chacun de ses ouvriers individuellement et donc « vole » ce surplus de valeur produit collectivement. La propriété privée est l'appropriation par un individu de ce travail collectif et est donc un vol,.
En fait Proudhon, formule une thèse et une antithèse. Il affirme que « la propriété c'est le vol » et en même temps consacre de longues pages à faire l'apologie du petit propriétaire, lorsque la propriété est liée à l'usage. Il condamne, par exemple, la propriété d'un champ loué à un fermier mais affirme que le champ doit appartenir à celui qui le cultive. C'est, dans ses premiers mémoires, ce qu'il nomme la possession en opposition à la propriété.
Passant en revue les différentes théories présentées jusqu'alors pour établir le droit de propriété, il les réfute l'une après l'autre, et conclut que la propriété ne peut être fondée ni sur l'occupation ni sur le travail, qu'elle est immorale, injuste, impossible. En dépit de cette thèse violente et saisissante, l'ouvrage n'atteint pas le grand public, la vente en est restreinte.
L'ouvrage ne plaît guère à l'Académie de Besançon, qui exige le retrait de la dédicace et hésite un temps à lui retirer la bourse Suard, ainsi qu'à des poursuites pénales que lui évite l'économiste Adolphe Blanqui en vantant les mérites scientifiques de l'ouvrage dans un rapport à l'Académie des sciences morales et politiques.
C'est à Besançon, en 1841, qu'il fait paraître son second ouvrage, sous la forme d'une Lettre à Blanqui, l'économiste qui avait empêché les poursuites contre le premier mémoire. Malgré un ton nettement plus modéré, il maintient ses affirmations : il insiste sur l'idée que la société a déjà porté plusieurs atteintes à la propriété et qu'elle doit continuer son œuvre par la restriction progressive de l'intérêt. Le scandale est aussi grand que pour le premier livre. Blanqui intervient auprès du Ministre de la justice pour empêcher des poursuites judiciaires.
En 1842, il publie le troisième mémoire pour riposter aux attaques d'un partisan de Fourier. Proudhon s'en prend directement au leader de l'école sociétaire, Victor Considerant, et le mémoire s'intitule Avertissement aux propriétaires ou lettre à M. Considerant, rédacteur de « la Phalange » sur une défense de la propriété. Dès sa parution l'ouvrage est saisi, ce qui donne l'occasion à Proudhon de s'expliquer devant la Cour d'assises de Besançon le 3 février 1842,. Sa démonstration, volontairement obscure, lui vaut l'acquittement des jurés qui n'ont pas compris.
Maxime Leroy prétend que, dans ses mémoires, Proudhon ne pense qu'à l'établissement de la justice et de l'égalité qui continuera la série des révolutions. L'Évangile avait établi l'égalité devant Dieu, le XVIe et le XVIIe siècle l'égalité devant le savoir et devant la raison, 1789 l'égalité devant la loi. Il ne restait plus qu'à établir l'égalité devant les faits économiques. La propriété lui apparaissait comme un obstacle dans la mesure où elle aboutit à des accaparements. Longtemps, d'ailleurs, Proudhon défend le principe d'égalité absolue des salaires avant d'admettre un « éventail » ouvert de 1 à 16.

### Théorie de la propriété(1871)
Théorie de la Propriété est une œuvre posthume de Proudhon parue en 1871. Elle reprend ses recherches achevées en 1862, mais que Proudhon n'avait alors pas jugé bon d'éditer. Ce sont des collaborateurs du théoricien qui ont décidé de faire paraitre ses recherches, « dans l'intérêt de sa mémoire ». Cet ouvrage est un aboutissement des travaux du sociologue et philosophe qui avait ouvert le débat depuis 1840 avec son œuvre Qu'est-ce que la propriété ?

L'œuvre posthume de Proudhon est un traité de sociologie et de philosophie à caractère moral et didactique présentant une théorie profondément revisitée de la propriété. Paraphrasant sa célèbre formule de 1842, il affirme au contraire : 
« La propriété, c'est la liberté ! » Se servant aussi bien d'exemples factuels que d'articles de presse et de ses correspondances (avec Auguste Blanqui) pour étayer ses idées, Proudhon réaffirme cependant une bonne partie de ses études antérieures.
Il y défend également le recours au mutuellisme comme dans son œuvre Du principe fédératif (1863). Il y reprend ses idées initiales en les nuançant : « pour assurer la perpétuité de l'association, nous n'avons plus qu'à l'organiser en créant collectivement un certain nombre d'institutions de mutualité : assurances mutuelles, crédit mutuel, etc. ». Ce mutuellisme tel qu'il le définit donne ainsi corps à un système d'organisation et de protection sociale pour les nécessiteux. Il théorise la réorganisation de la production par les ouvriers eux-mêmes, appliquant le corporatisme au système industriel, où dans chaque profession, les travailleurs auraient un rôle central dans la régulation des effectifs, des salaires, de la police intérieure.

## Rencontre avec Marx

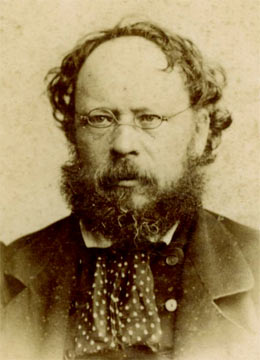
Proudhon vers 1860.

En 1843, Proudhon quitte Paris et s'installe à Lyon où il obtient un emploi important dans une grande maison de transports fluviaux où il découvre le grand commerce, la grande banque, les grandes entreprises. De cette expérience professionnelle naît l'intérêt qu'il portera à la comptabilité.
La même année, il publie De la Création de l'Ordre dans l'Humanité.
Son séjour est coupé de fréquentes navettes entre Lyon et Paris pour les nécessités de l'entreprise. À Lyon, il fréquente les associations mutuelles ouvrières, marquées par les révoltes des canuts de 1831 et de 1834. Il baptise son système le mutuellisme, parce que son expérience lyonnaise en est l'un des fondements. Elle le conforte dans son idée que le peuple n'a besoin ni de maîtres ni de chefs. Il réfute l'hypothèse d'une révolution violente,.

Au cours des voyages qu'il fait à Paris, Proudhon rencontre Karl Grün, Mikhaïl Bakounine, Alexandre Herzen qui deviendront ses amis et Karl Marx qui admirait en lui le seul socialiste français dégagé du mysticisme chrétien. En 1845, dans, La Sainte Famille, Marx écrit : 
« Proudhon n'écrit pas seulement dans l'intérêt des prolétaires ; il est lui-même prolétaire, ouvrier. Son ouvrage est un manifeste scientifique du prolétariat français ».
Le 5 mai 1846, Karl Marx lui propose d'être son correspondant attitré pour la France,. Proudhon répond en émettant des réserves : il ne faut pas, comme l'a fait Luther, créer un nouveau dogme, tout doit pouvoir être toujours remis en cause : 
« Ne nous posons pas en apôtres d'une nouvelle religion ; cette religion fût-elle la religion de la logique, la religion de la raison. Accueillons, encourageons toutes les protestations ; flétrissons toutes les exclusions, tous les mysticismes ; ne regardons jamais une question comme épuisée, et quand nous aurons usé jusqu'à notre dernier argument, recommençons s'il faut, avec l'éloquence et l'ironie. À cette condition, j'entrerai avec plaisir dans votre association, sinon, non ! ». Et il précise : « nous ne devons pas poser l'action révolutionnaire comme moyen de réforme sociale, parce que ce prétendu moyen serait tout simplement un appel à la force, à l'arbitraire, bref, une contradiction […] ». Les prolétaires de France « ont si grande soif de science, qu'on serait fort mal accueilli d'eux, si on n'avait qu'à leur présenter à boire que du sang. Bref, il serait, à mon avis, d'une mauvaise politique pour nous de parler en exterminateurs ; les moyens de rigueur viendront assez ; le peuple n'a besoin pour cela d'aucune exhortation ».
L'échange de lettres avec Marx annonce la rupture, qui intervient quelques mois plus tard. Quand, en octobre 1846, Proudhon publie le Système des contradictions économiques ou Philosophie de la misère, Marx riposte par Misère de la philosophie. Marx considère que Proudhon est un socialiste « petit-bourgeois » ou « bourgeois », qui défend un système utopique qui combinerait les avantages du socialisme et du capitalisme sans leurs inconvénients. Il écrit ainsi : « Les socialistes bourgeois veulent tous les avantages des conditions sociales modernes sans les luttes et les dangers qui en découlent nécessairement ». Il critique notamment ses conceptions économiques sur la valeur, son soutien à la concurrence ou encore son opposition aux grèves ouvrières.
Proudhon jugera ainsi le texte de Marx : « Marx est le ténia du socialisme » (Carnet, 24 septembre 1847). « Contradictions économiques.- Tous ceux qui en ont parlé jusqu'ici l'ont fait avec une suprême mauvaise foi, envie ou bêtise. Ch. Marx, Molinari, Vidal, Univers religieux […] (Carnet, 20 novembre 1847).
Proudhon lira en partie la brochure de Marx (jusqu'au chapitre II, § 3) et portera en marge des notes manuscrites. Il prêtera ensuite son exemplaire à deux amis (Crémieux et, peut-être, Grün) qui annoteront également l'ouvrage.
À part un « oui » Ch. I, § 2, les notes de Proudhon commencent au Ch. II. Les mots de « Calomnie », « Absurde », « Faux », « Pasquinade » se succèdent. Certaines notes expliquent pourquoi Proudhon qualifie Marx de « ténia » dans son Carnet : « Mensonge : C'est précisément ce que je dis » ; « Faux. Qui vous parle de cela ? Quand je dis positivement le contraire ! » ; « Quelle bêtise après ce que j'ai écrit — En vérité Marx est jaloux » ; « J'ai dit tout cela. Marx fait comme Vidal » (Dans ses Carnets Proudhon accuse Vidal de le piller) ; « Plagiat de mon chapitre Ier » ; « Allons mon cher Marx, vous êtes de mauvaise foi, et tout à la fois vous ne savez rien » ; « Le véritable sens de l'ouvrage de Marx, c'est qu'il a le regret que partout j'ai pensé comme lui, et que je l'aie dit avant lui. Il ne tient qu'au lecteur de croire que c'est Marx qui, après m'avoir lu, a le regret de penser comme moi ! Quel homme ! ».
En fait, ce sont deux conceptions différentes du socialisme qui s'affrontent durement.
Au début de 1847, Proudhon s'installe définitivement à Paris. Si ses travaux lui valent l'estime des savants et des professeurs, il estime que ses idées ne rencontrent que peu d'audience dans les classes populaires,. C'est pourquoi il sera si surpris de voir son nom circuler l'année suivante pour lui demander de se présenter à la députation. Il se décide à fonder un journal, Le Représentant du peuple sous-titré Journal quotidien des travailleurs. Réforme économique. Banque d'échange. Deux numéros spécimens paraissent les 14 octobre et 15 novembre 1847. La parution deviendra régulière à partir du 27 février 1848. Mais la Révolution de 1848 devance tous ses projets.

## Rôle dans la révolution de 1848
Proudhon est surpris par la révolte parisienne de février 1848. Pour lui, la révolution de 1848 semble avoir éclaté quatre ou cinq ans trop tôt.
Il participe au soulèvement :

« Quand j'ai vu l'affaire engagée, je n'ai pas voulu abandonner les amis… j'ai été à la barricade porter des pierres, et j'ai composé la première proclamation républicaine. »

Élu député au sein de l'Assemblée nationale constituante lors des élections législatives de 1848, il est l'un des trente députés à voter contre la Constitution, le 4 novembre 1848 : il explique avoir « voté contre la constitution, parce que c'est une constitution ».

### Journées de juin 1848
Lors des Journées de Juin 1848, il ne prend pas part à l'insurrection et se contente de déposer un pavé sur une barricade avant de remonter chez lui pour déplorer dans son journal que la révolution de 1848 était « sans idée ».
Il est difficile de préciser exactement l'action de Proudhon lors de ces journées. La note : « On a fait une révolution sans idée » est du 24 février 1848 et non de juin. En tout cas, il ne s'est pas contenté de déposer un caillou. Rappelons le contexte. La Révolution de février avait instauré la démocratie. Le gouvernement avait été élu et représentait le peuple. Le suffrage universel abolissait le droit à l'insurrection : se révolter était s'opposer à la volonté populaire. Voilà pourquoi l'ensemble des députés, de l'extrême droite à l'extrême gauche, seront hostiles aux insurgés. Proudhon, lui, est de leur côté. Il ne reconnaît pas le vote individuel comme moyen d'exprimer une volonté collective et proclame que le suffrage universel est « le moyen le plus sûr de faire mentir le peuple ».
Lors des journées de juin, Proudhon est député. Il a été vu dans divers endroits de Paris muni de sa cocarde tricolore. Probablement a-t-il tenté à plusieurs reprises de calmer la troupe :

« Quand j'allais vers les gardes nationaux […] on me faisait bon accueil, grâce à mes insignes de représentant ; mais lorsque je déclinais mon nom, je les voyais pâlir et reculer de trois pas. »

Le Journal des débats du 19 août 1848, retranscrit un interrogatoire serré que Proudhon a subi par une commission de la chambre des députés le 11 juillet 1848. On l'accuse, à mots à peine couverts, d'avoir participé à l'insurrection. Après la défense des insurgés publiée dans ses articles des 8, 11 et 12 juillet, il risque d'être emprisonné. Le président de la commission affirme qu'il a été vu le 26 juin par le député Théobald de Lacrosse, muni de son insigne de député, rue du Faubourg Saint-Antoine « encore occupée par l'insurrection », c'est-à-dire avant l'arrivée de la troupe et non au moment où « les insurgés se rendaient » comme il l'affirme. Proudhon est mal à l'aise. Il déclare que la déposition de Lacrosse est « inexacte », mais, à d'autres moments : « J'en ai vu plusieurs [des députés] ; je ne puis dire lesquels ; ma vue n'est pas très bonne », et, enfin : « Ah ! oui, c'est juste ; je me rappelle maintenant. Vous avez peut-être raison ; mais n'était-ce pas dans une autre rue ? ».
Dans ses Confessions d'un révolutionnaire, à la fin du chapitre X, Proudhon écrit que, jusqu'au 25 juin (troisième jour du soulèvement), il n'avait « rien prévu, rien connu, rien deviné ». C'est inexact. Ses Carnets d'avril sont emplis de notes dans lesquelles on le voit de plus en plus persuadé que l'on s'achemine vers une catastrophe. Le chapitre XI est une digression (Qui suis-je ?) Le chapitre XII reprend le récit après les journées de juin. Pas un seul mot sur l'insurrection et la répression en elles-mêmes.
Si entre 3 000 et 5 000 insurgés sont tués pendant les combats, environ 1 500 sont fusillés sans jugement et 11 000 condamnés à la prison ou à la déportation. Le 28 juin, surlendemain de la chute de la dernière barricade, celle-là même située rue du faubourg Saint-Antoine, derrière la Bastille, Proudhon écrit :

« L'insurrection a cédé ; elle n'est pas vaincue. On fait des milliers d'arrestations ; […] il faut s'attendre à voir 20 000 citoyens jetés en prison. […] Les bourgeois vainqueurs sont féroces comme des tigres. »

Sans doute minimise-t-il au mieux ses agissements lors de l'interrogatoire et les efface-t-il totalement dans ses Confessions d'un révolutionnaire (1849) pour éviter d'être inculpé.
Tout au moins, une note de 1855 le laisse à penser :

« Oui, pendant les journées de juin, j'ai assisté, sur la place de la Bastille, au spectacle de la canonnade. […] Il est vrai que j'ai été à la Bastille : j'y étais poussé par ma sympathie pour les insurgés, quoi ! et aussi par le chagrin profond que m'inspirait cette guerre civile. […] Il me suffit de dire ici que le fait tant reproché, et que de faux amis ont osé me jeter à la face, je le regarde comme un des actes les plus honorables de ma vie. Mais en août 48, je ne pouvais répondre : l'aveu de mes sympathies m'eut envoyé à Vincennes. »

— (Carnet du 23 mars 1855)

### Condamnation et emprisonnement
Le 28 mars 1849, Proudhon est condamné en Cour d'assises à trois ans de prison et à 3 000 francs d'amende pour « excitation à la haine et au mépris du gouvernement de la République ; attaque contre la Constitution ; attaque contre le droit et l'autorité que le Président de la République tient de la Constitution (chef d'accusation principal) et excitation à la haine et au mépris des citoyens les uns contre les autres ». Il est écroué, le 5 juin, à Sainte-Pélagie, d'où il continue à diriger les journaux Le Peuple (1er novembre 1848 - interdit par décret à la suite d'une occupation militaire et du pillage de ses bureaux le 13 juin 1849) puis La Voix du Peuple (1er oct. 1849 - retrait du brevet à l'imprimeur le 14 mai 1850, aucun autre imprimeur ne se risqua à reprendre le flambeau). Ces journaux faisaient suite au Représentant du Peuple (27 février 1848 - interdit par décret le 21 août 1848). Ses articles lui vaudront d'être transféré à la citadelle de Doullens, du 20 avril au 27 mai 1850. Il publie également trois ouvrages qui résument ses opinions sur l'actualité ainsi que ses théories révolutionnaires : Idées révolutionnaires (1849), Confessions d'un révolutionnaire, pour servir à l'histoire de la révolution de Février (1849) et Idée générale de la Révolution au XIXe siècle (1851). Proudhon est incarcéré trois ans et ne sort de prison que le 4 juin 1852.
Le 31 décembre 1849, toujours à la prison Sainte-Pélagie, Proudhon épouse Euphrasie Piégard, une ouvrière passementière avec laquelle il aura quatre filles. Contrairement à ce qui a parfois été écrit, Proudhon a bénéficié d'un droit de sortie pour se marier à la mairie du Ve arrondissement. Le mariage fut purement civil, au grand dam de sa femme, qui était croyante, et de son beau-père royaliste. Ses enfants ne seront jamais baptisés.

## Sous la Deuxième République

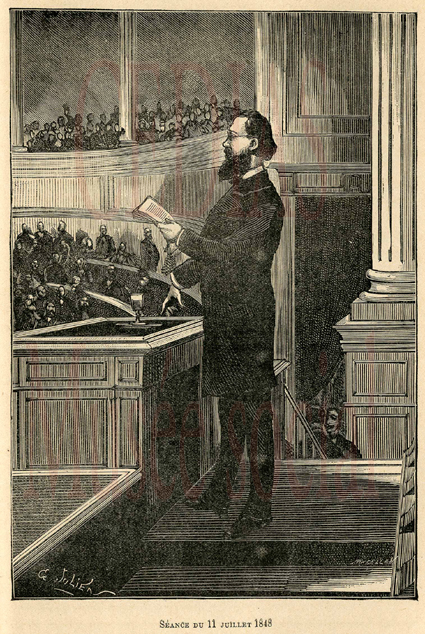
Proudhon à l'assemblée nationale en 1848.

Pendant la Deuxième République, Proudhon développe ses activités de journaliste. Avec l'aide de ses amis Alfred Darimon et Georges Duchêne, il est impliqué dans quatre journaux différents : Le Représentant du Peuple (février 1848 - août 1848) ; Le Peuple (septembre 1848 - juin 1849) ; La Voix du Peuple (octobre 1849 - mai 1850) ; Le Peuple de 1850 (juin 1850 - octobre 1850),. Ces journaux sont tous condamnés et supprimés successivement. Il s'illustre par son style polémique, combatif, ses incessantes critiques des politiques du gouvernement. Le 28 mars 1849, il est condamné à trois ans de prison et à 3 000 francs d'amende pour un de ses pamphlets publié dans le journal Le Peuple et qualifié par le tribunal d'incitation à la haine du gouvernement, de provocation à la guerre civile et d'attaque à la Constitution et à la propriété.

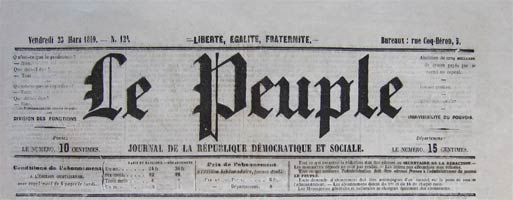
Le Peuple du 23 mars 1849

Parallèlement, il publie deux livraisons de la Solution du problème social (22 et 26 mars), dans lesquels il affirme que la solution du problème social est seulement dans l'organisation du crédit mutuel et gratuit. La solution du problème politique est dans la restriction progressive du gouvernement jusqu'à l'établissement de l'anarchie. La démocratie du suffrage universel n'est qu'une fausse image du pays. Il faut établir une république sans constitution et sans limitation de la liberté individuelle.

### Banque du peuple

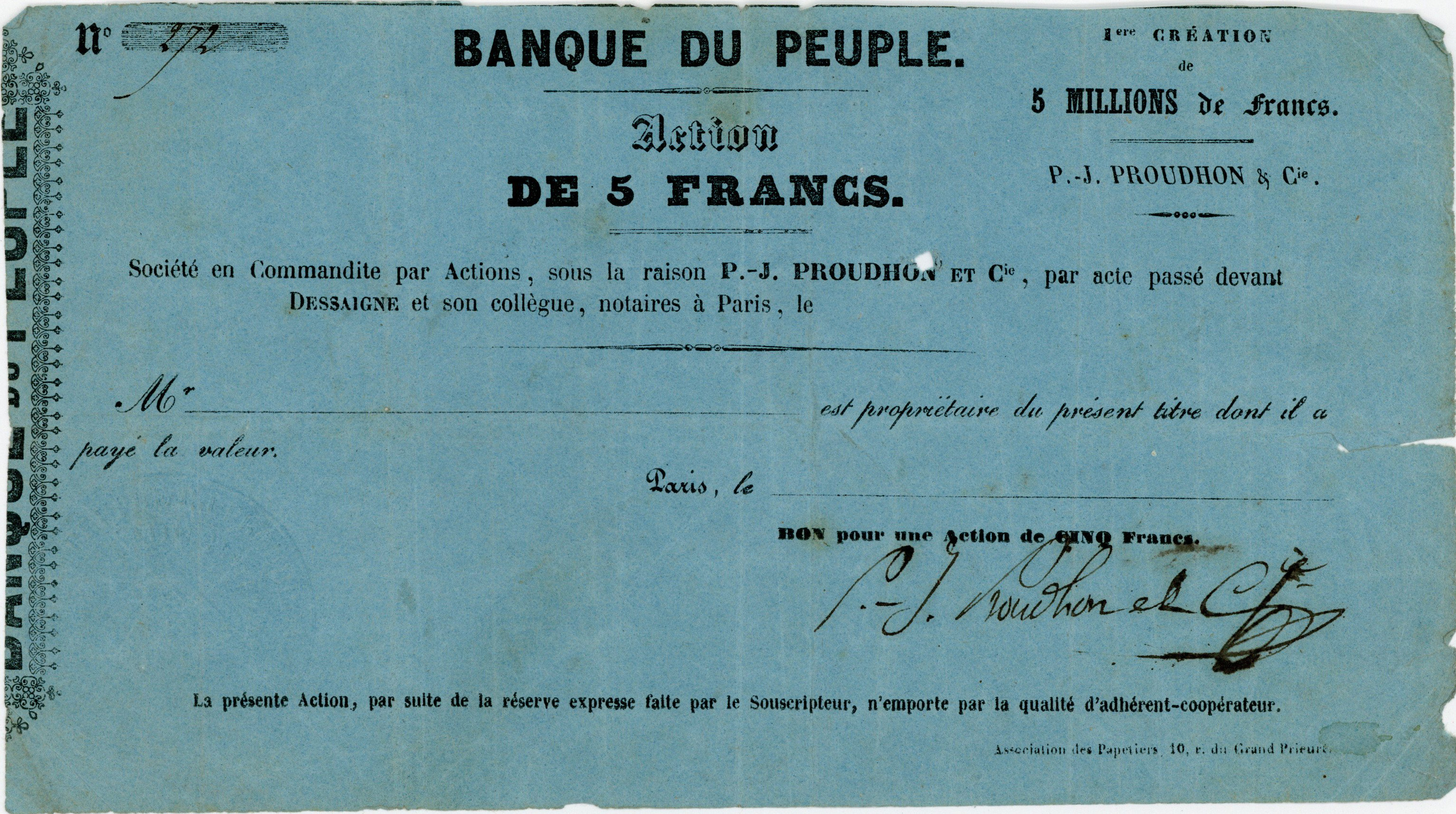
Action de la Banque du Peuple d'une valeur nominale de 5 francs, préparée pour l'émission en février 1849 et signée de la main de Pierre-Joseph Proudhon

Dans L'Organisation du crédit et de la circulation (31 mars 1848), il développe son projet d'une « banque d'échange » ou « banque du peuple » qui doit permettre de réaliser une véritable démocratie économique grâce au crédit mutuel et gratuit qui donne la possibilité aux travailleurs de posséder le capital qui leur manque pour s'affranchir des propriétaires. Cette banque doit reposer sur trois principes essentiels : la gratuité du crédit grâce à une suppression progressive du taux d'intérêt ; la suppression de la monnaie basée sur l'or remplacée par un « billet d'échange » affranchi de la condition de remboursement en espèces ; la généralisation de la lettre de change payable à vue contre des marchandises ou des services. Ce « socialisme du crédit » laisse cependant de côté la question de l'organisation de la production et de la consommation.
En janvier 1849, il dépose devant notaire à Paris, les statuts d'une Banque du Peuple. Pour répondre aux exigences de la législation en vigueur, la Banque doit avoir un capital monétaire de 5 millions, divisé en un million d'actions de 5 francs. Les coupons sont de 50 centimes.
En six semaines, le chiffre des adhésions, dont le montant de souscription doit s'étaler sur 10 mois, s'élève à près de 20 000 personnes qui représentent, selon Proudhon, « une population d'au moins 60 000 personnes ». Les souscripteurs sont principalement des artisans, qui face à la crise monétaire, trouvent là une alternative aux usuriers,.
L'article 10 de la Banque précise qu'elle n'est définitivement constituée que lorsque 10 000 actions sont souscrites soit 50 000 francs. C'était là une obligation légale, Proudhon ayant toujours estimé que la Banque du Peuple n'avait pas besoin d'un capital propre. En fait, Proudhon compte également sur les bénéfices du journal Le Peuple pour lancer sa banque. Mais le journal est frappé coup sur coup de 20 000 francs d'amendes pour des bénéfices de 8 000 francs au moment même où il ordonne la fabrication du papier en circulation de la Banque.
Deux mois après son lancement, en avril 1849, la Banque n'a réuni qu'un capital de 18 000 francs répartis en 3 600 actions principalement chez des petits porteurs dont certains ont cotisé « sou par sou ». Malgré ce succès populaire, parce que l'actif du journal Le Peuple s'est transformé en passif, ce fut un échec. Le 28 mars 1849, Proudhon est condamné à trois ans de prison pour ses articles contre L.-N. Bonaparte. Il se cache et continue d'écrire. Il sera arrêté et incarcéré le 5 juin. Certains collaborateurs de la banque (en particulier des saint-simoniens) en profitent pour tenter de dénaturer le projet. Le 16 avril les scellés sont apposés sur les bureaux de la banque. Proudhon annonce que « le projet de Société pour la Banque du Peuple, sous la raison sociale P.-J. Proudhon et Cie, ne recevra pas son exécution ».

### Député à l'Assemblée nationale

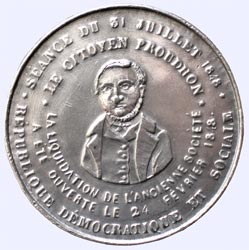
Médaille de la séance du 31 juillet 1848 de l'Assemblée nationale.

En avril 1848, Proudhon apprend que son nom circule sur des listes citoyennes à Paris, Lyon, Besançon et Lille. Il accepte de se présenter à l'élection de l'Assemblée constituante mais échoue.
Le 4 juin 1848, dans une élection complémentaire à l'Assemblée nationale, il est élu dans la Seine, en même temps que Louis-Napoléon Bonaparte, Victor Hugo, Pierre Leroux.
Il forme, presque à lui seul, à l'extrême gauche, un groupe distinct de La Montagne. Il participe aux débats au sujet des ateliers nationaux. Bien qu'il n'approuve pas cette institution dénaturée par le ministre des travaux publics Marie parce qu'elle ne résout pas la question sociale, il s'oppose à leur fermeture, sous réserve qu'une alternative soit proposée aux travailleurs dont la subsistance en dépend.

#### Projet de loi concernant l'impôt sur les revenus
Le 31 juillet 1848, il expose un projet de loi qui vise à établir un « impôt du tiers » sur les revenus des propriétés. C'est une « mise en demeure adressée à la propriété de procéder à la liquidation sociale, et en même temps de contribuer, pour sa part, à l'œuvre révolutionnaire » (extrait du discours de Proudhon). Le tiers prélevé sur les revenus mobiliers et immobiliers aurait été redistribué à parts égales entre l'État et les locataires, fermiers ou débiteurs.
Son principal adversaire est Adolphe Thiers. Pour Proudhon : « Ou la propriété emportera la République, ou la République emportera la propriété ».
Ce discours suscite un tollé général. Proudhon est interrompu et un blâme est voté par 691 voix contre 2 (dont la sienne). Seul le canut Louis Greppo vote contre. Sa proposition n'est pas examinée. Il faut dire que Proudhon n'y était pas allé de main morte :
« Le citoyen Proudhon : « En cas de refus, nous procéderions nous-même à la liquidation, sans vous ». [Violents murmures] Voix nombreuses : « Qui vous ? qui êtes-vous ?… » [Agitation] Le citoyen Proudhon : « Lorsque j'ai employé les deux pronoms vous et nous, il est évident que, dans ce moment-là, je m'identifiais, moi, avec le prolétariat et que je vous identifiais, vous, avec la classe bourgeoise » [Nouvelles exclamations] ».
Condamnant ce qu'elle considérait comme une atteinte au droit de propriété, l'Assemblée vote l'ordre du jour motivé suivant : « L'Assemblée nationale, considérant que la proposition du citoyen Proudhon est une atteinte odieuse aux principes de la morale publique ; qu'elle viole la propriété ; qu'elle encourage la délation ; qu'elle fait appel aux plus mauvaises passions ; considérant, en outre, que l'orateur a calomnié la révolution de février 1848, en prétendant la rendre complice des théories qu'il a développées, passe à l'ordre du jour. »

Pour Proudhon, l'expérience de la Deuxième République représente l'émergence d'une oligarchie élective au sein de laquelle les députés ne sont pas de réels mandataires, le consentement des citoyens aux lois n'étant qu'indirectement exprimé lors des élections législatives. La plupart du temps, le peuple demeure impuissant face à ses délégués, qu'il ne peut sanctionner qu'en refusant de les réélire. La coupure entre élus et électeurs se creuse rapidement. Et Proudhon témoigne : 
« Il faut avoir vécu dans cet isoloir qu'on appelle une Assemblée nationale pour concevoir comment les hommes qui ignorent le plus complètement l'état d'un pays sont presque toujours ceux qui le représentent » (Les Confessions d'un révolutionnaire, 1849).

## Actions sous le Second Empire

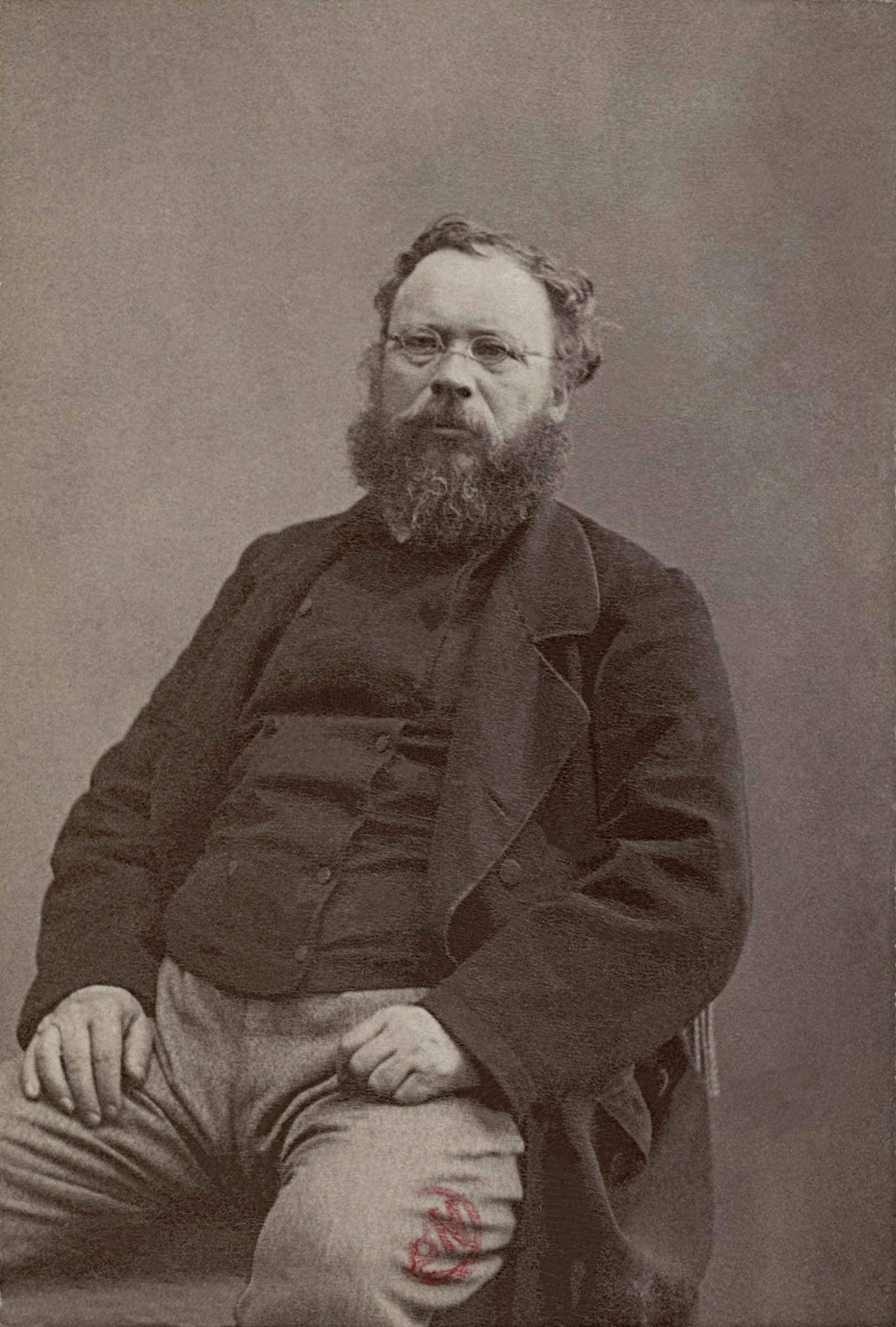
Proudhon par Nadar (1864).

Le 2 décembre 1851, Louis-Napoléon Bonaparte, futur Napoléon III, organise un coup d'État et édicte six décrets proclamant la dissolution de l'Assemblée nationale, le rétablissement du suffrage universel masculin, la convocation du peuple français à des élections et la préparation d'une nouvelle constitution pour succéder à celle de la Deuxième République qui a duré moins de quatre ans.

Le lendemain, Proudhon, toujours emprisonné à Sainte-Pélagie demande à user de son autorisation de sortie hebdomadaire. De façon tout à fait surprenante, elle lui est accordée, alors que, dans le même temps, une rafle est organisée contre tous les leaders de l'opposition. Tout laisse à penser que Maupas, le tout nouveau préfet de police, nommé un mois auparavant en vue du coup d'État, s'attendait à une plus vive opposition du peuple de Paris. Il lui aurait été facile de justifier la répression en invoquant une manipulation de la foule par l'anarchiste Proudhon, l'« homme-terreur », le député qui avait osé soutenir les insurgés de juin. Au matin, Proudhon est décidé au combat. Antoine Étex, dans ses Souvenirs d'un artiste, Paris, Édouard Dentu, 1877, p. 263), écrit : « Je le prévins que nous allions peut-être nous faire tuer. Il me répondit : « J'appartiens à la Révolution » ». Mais, au soir, après avoir parcouru Paris, Proudhon est convaincu qu'aucun mouvement d'ampleur ne se déclenchera et que les quelques rares opposants se feront tuer pour rien. Il demande à parler à Victor Hugo, alors en réunion, pour constituer un « Comité de résistance » et lui donne le conseil de ne pas provoquer d'insurrection : 
« Vous vous faites des illusions. Le peuple est mis dedans. Il ne bougera pas. Bonaparte l'emportera. Cette bêtise, la restitution du suffrage universel, attrape les niais. Bonaparte passe pour un socialiste. […] Il a pour lui la force, les canons, l'erreur du peuple et les sottises de l'Assemblée. Les quelques hommes de la gauche dont vous êtes ne viendront pas à bout du coup d'État. Vous êtes honnêtes, et il a sur vous cet avantage, qu'il est un coquin. Vous avez des scrupules, et il a sur vous cet avantage, qu'il n'en a pas. Cessez de résister, croyez-moi. La situation est sans ressource. Il faut attendre ; mais, en ce moment, la lutte serait folle. Il rentre le lendemain en prison, sans avoir pris une part directe à la résistance ».
Le 14 août 1852, Proudhon publie La Révolution sociale démontrée par le coup d'État, où il cherche à démêler le jeu obscur qui se joue à l'Élysée. Pour lui « Louis-Napoléon est, de même que son oncle, un dictateur révolutionnaire, mais avec cette différence que le Premier Consul venait clore la première phrase de la Révolution, tandis que le Président ouvre la seconde ». Il voit dans le prince-président l'homme de la révolution sociale, l'héritier de la révolution de 1848. Il pense que le mouvement de 1848 a été si profond que Louis-Napoléon sera contraint de prendre ses idées à la République sociale et de les réaliser : « Que le Deux-Décembre […] transforme en hommes ces prolétaires, grande armée du suffrage universel, baptisés enfants de Dieu et de l'Église, et qui manquent à la fois de science, de travail et de pain. Tel est son mandat. Telle est sa force ». Et de penser que si la gauche socialiste avait collaboré au coup d'État, l'Empire aurait revêtu un caractère révolutionnaire et aurait été la préface naturelle d'une heureuse et constructive « anarchie ». C'est pourquoi, dans une certaine mesure, il adhère dans un premier temps, à ce régime impérial sans empereur que le prince-président semble vouloir ébaucher.
Le témoignage d'Hugo (qui n'aimait pas particulièrement Proudhon) comme les Carnets (voir ci après l'extrait écrit deux jours après le 2 décembre) démontrent que Proudhon a toujours détesté L.-N. Bonaparte et n'a jamais adhéré au coup d'État. Mais, dans son esprit, le futur empereur est un homme faible, doué d'une intelligence médiocre et extrêmement ambitieux. C'est ce qui explique la forme de l'ouvrage La Révolution sociale démontrée par le coup d'État (n'oublions pas non plus le risque de censure et de procès). Vous avez le choix, lui dit en substance Proudhon, entre « Anarchie ou Césarisme » (titre de la Conclusion). Si vous voulez que l'Histoire retienne votre nom à l'instar de celui de votre oncle, c'est la première voie qu'il faut adopter et je peux vous y aider… Étonnamment, Napoléon ne fera pas appel à Pierre-Joseph.

Il sent rapidement, aux événements de chaque jour, que c'est l'orléanisme et le jésuitisme qui se trouvent « en majorité à l'Élysée ». Il se déchaîne alors contre le futur empereur dans ses Carnets : 
« Un infâme aventurier, par une illusion populaire pour présider aux destinées de la République, profite de nos discordes civiles. Il ose, le couteau sur la gorge, nous demander la tyrannie. Paris ressemble en ces moments à une femme attachée, bâillonnée et violée par un brigand, » (4 décembre 1851).

## Théoricien et philosophe

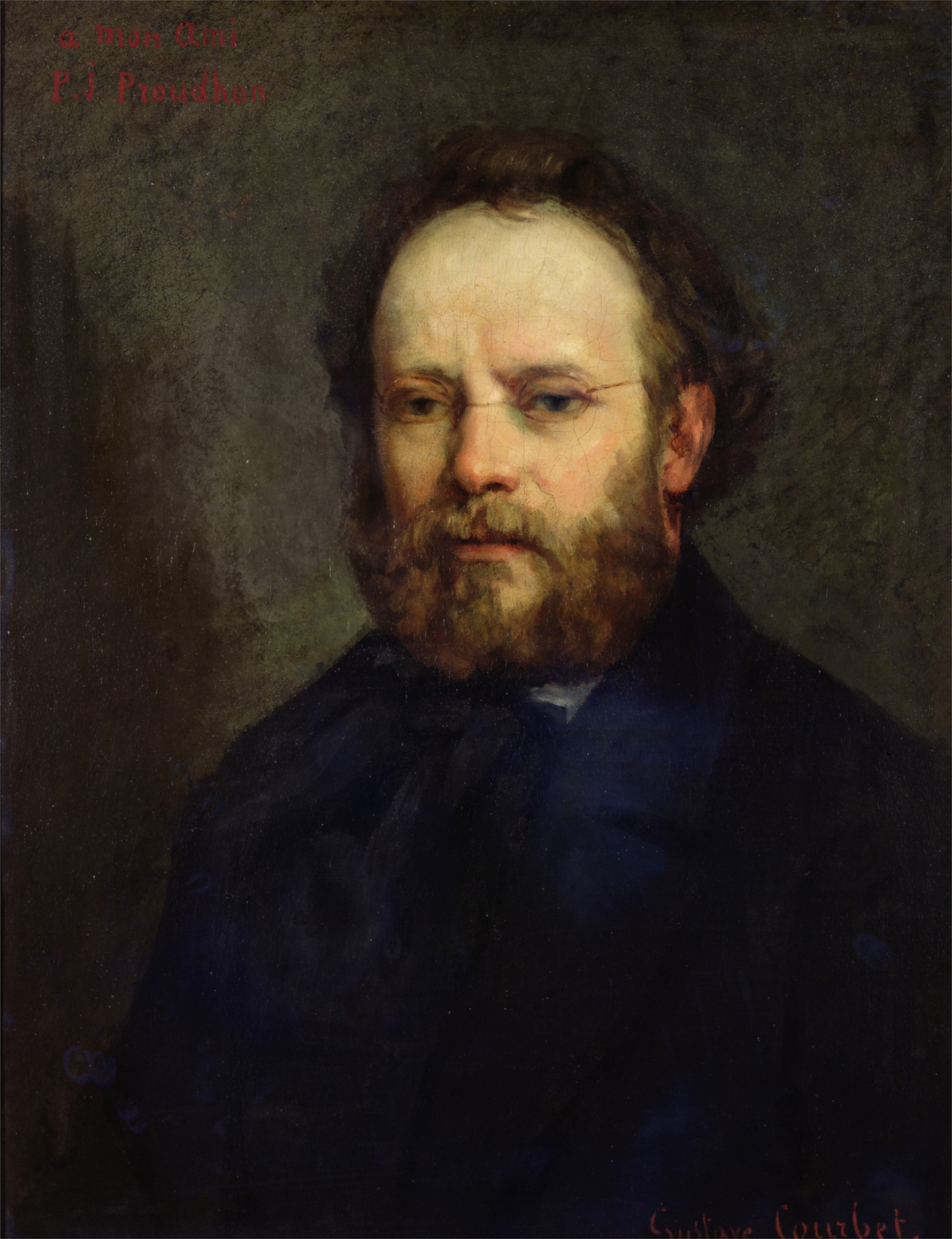
Portrait de Proudhon par Courbet, 1865.

Devenu presque exclusivement historien et théoricien, il semble résolu à renoncer à l'action, et à se consacrer à des travaux de science et de philosophie, d'élever enfin une œuvre positive à la place des doctrines que sa critique avait jetées à terre depuis plus de dix ans. Il publie un petit opuscule sur la Philosophie du progrès, dont la vente ne fut pas permise en France, et rédige un Programme (1851, publié en 1853). Suivent des projets de travaux, nombreux et divers, dont la plupart n'aboutissent pas : un cours d'économie politique, une biographie générale, une chronologie générale, un projet d'exposition perpétuelle au Palais de l'Industrie (1855).
En 1857, il publie un Manuel du Spéculateur à la Bourse, véritable critique au vitriol de la Bourse qui prend son essor à cette époque,.
Il s'attelle alors à De la justice dans la Révolution et dans l'Église, qui pourrait bien être son œuvre majeure, un énorme ouvrage de 1 600 pages où il veut donner à la révolution sa philosophie et sa morale. C'est un réquisitoire implacable contre la religion chrétienne, à laquelle il oppose la religion du travail. Il y attaque la centralisation sous toutes ses formes (ce qui ne manquera pas de dresser ses disciples contre Marx, fédéralistes contre centralistes) et y préconise, au lieu d'une spécialisation outrancière, un apprentissage polytechnique pour les enfants des deux sexes, qui à ses yeux, permettrait d'éviter ou tout au moins, de limiter le chômage.
Dès la parution, Proudhon est poursuivi devant la cour d'assises de la Seine. Défendu par l'avocat Gustave Chaudey, qui deviendra un de ses exécuteurs testamentaires, il est condamné, une nouvelle fois, à trois ans de prison et 4 000 francs d'amende.
Après de vaines tentatives pour faire réformer cet arrêt par les tribunaux ou par le gouvernement, Proudhon décide de s'exiler à Bruxelles en juillet 1858. Il refuse l'amnistie de 1859 tout comme Victor Hugo et Louis Blanc.
Probablement à la suite de l'intervention du prince Napoléon qu'il avait connu comme député montagnard, Proudhon est gracié personnellement le 12 décembre 1860, Il ne se presse pas pour quitter la Belgique. D'une part, il ne veut pas user d'une « faveur », d'autre part il ne veut pas alourdir ses dettes déjà importantes par le coût d'un déménagement. Il publie à cette époque plusieurs articles hostiles à Garibaldi et à l'unification de l'Italie que tous les socialistes français et belges appellent de leurs vœux. Raisonnant par l'absurde, il explique que les arguments avancés peuvent être repris par Napoléon III pour annexer la Belgique. Le prenant au mot, une quarantaine de journaux le prennent à partie. Les 16 et 17 septembre 1862 la foule défile devant son appartement aux cris de « Vive la Belgique ! », « À bas les annexionnistes ! » Il rentre alors à Paris.
En 1860, le gouvernement vaudois lance un concours sur l'impôt. À la demande du conseiller d'État Louis-Henri Delarageaz, Proudhon y participe et remporte un premier accessit de 1 000 francs, sans attribution de premier prix. Ce travail est publié dès 1861, par Hetzel, sous le titre Théorie de l'impôt.
En 1861, il publie un imposant ouvrage sur La Guerre et la Paix, recherches sur le principe et la constitution du droit des gens, où il justifie le droit de la force comme un droit primordial de l'humanité, considérant la guerre comme une conséquence des maux économiques et du paupérisme, et en fait prévoir l'élimination dans la société future fondée sur le travail.

### Vision de la guerre et de la paix
Proudhon, alors en exil, écrit une première ébauche du livre en janvier 1859 pour s'opposer aux projets belliqueux de Napoléon III. La maladie l'empêchera d'achever sa brochure.
« Pour en finir avec la guerre il faut d'abord l'avoir comprise. » Comprendre pourquoi il n'existe pas le moindre village sans une rue au nom d'un militaire ; Comprendre pourquoi tous nos héros sont des guerriers ; Comprendre pourquoi le meilleur moyen pour les chefs d'État d'être populaires (de remonter dans les sondages) est de se changer en chefs de guerre et comment ils trouvent toujours une justification morale pour entraîner les peuples à se massacrer. « Je me suis dit […] qu'il fallait attaquer la guerre dans son foyer, dans sa forteresse, qui est évidemment l'âme humaine ».
C'est pourquoi, dans la première partie, Proudhon égrène tout ce qui fait le prestige des guerriers. Il chante la guerre, le droit de la force avec lyrisme. La guerre est « le grand moteur de la civilisation », le ressort de la Justice ; elle est « divine », « sainte et sacrée », « primordiale », « essentielle à la vie, à la production même de l'homme et de la société ». Elle est « notre histoire, notre vie, notre âme toute entière ; c'est la législation, la politique, l'État, la patrie, la hiérarchie sociale, le droit des gens, la poésie, la théologie ; encore une fois, c'est tout ».
« L'Éternel est un guerrier », lit-on dans la Bible. « L'homme est avant tout un animal guerrier », réplique Proudhon. Le pillage des territoires conquis, le viol des femmes et l'asservissement des populations vaincues, sont, dans la logique guerrière, les tributs normaux que les vaincus doivent aux vainqueurs. C'est ainsi que l'humanité reconnaît leur gloire. La reconnaissance du droit de la force fait le prestige de la guerre. C'est également ce qui permet le développement des peuples. L'enlèvement et le viol des Sabines leur a permis d'accéder au statut de matrones romaines. La colonisation et l'esclavage élèveront les peuples sous-développés à la civilisation.
Cette thèse va scandaliser bien des proches de Proudhon, qui arrêteront la lecture du livre au milieu de la première partie.
L'antithèse est tardive et écourtée parce qu'elle paraît a priori plus évidente. Proudhon avait découpé son texte en « cinq livres ». Elle ne commence qu'au quatrième. La guerre telle qu'elle est pratiquée sur les champs de bataille ne correspond pas à l'idéal qu'elle porte en elle. Elle nous apparaît, « dans les détails surtout », « comme l'extermination, par tous les moyens de violence et de ruse, des personnes et des choses, une chasse à l'homme perfectionnée et organisée en grand, une variété du cannibalisme et du sacrifice humain, » quelque chose d'« ignoble », de « monstrueux », « un état contre nature dans lequel tout ce qui se passe est au rebours de la justice », un « horrible fléau, entretenu par la scélératesse des princes et la barbarie des nations », un « monstre » qui nous inspire « une horreur aussi légitime que l'admiration que nous avait d'abord inspirée son héroïsme ». Si elle se présente toujours comme la défense d'« intérêts sacrés », la cause première de la guerre, « commune à toutes les époques, à tous les États, à toutes les races » est en réalité une cause « honteuse », une « rupture de l'équilibre économique », le paupérisme de certaines nations et l'opulence des autres.
Une guerre légitime est-elle envisageable ? Peut-on, comme certains le pensent réformer la guerre ? (ce sera l'objet de différentes Conventions de Genève ; la première date de 1864, trois ans après la parution de La Guerre et la Paix). Proudhon le nie et affirme qu'un seul parti est à prendre : la « suspension des hostilités ». « L'humanité seule est grande, elle est infaillible. Or, je crois pouvoir le dire en son nom : L'HUMANITÉ NE VEUT PLUS LA GUERRE. » (Dernière phrase du livre)

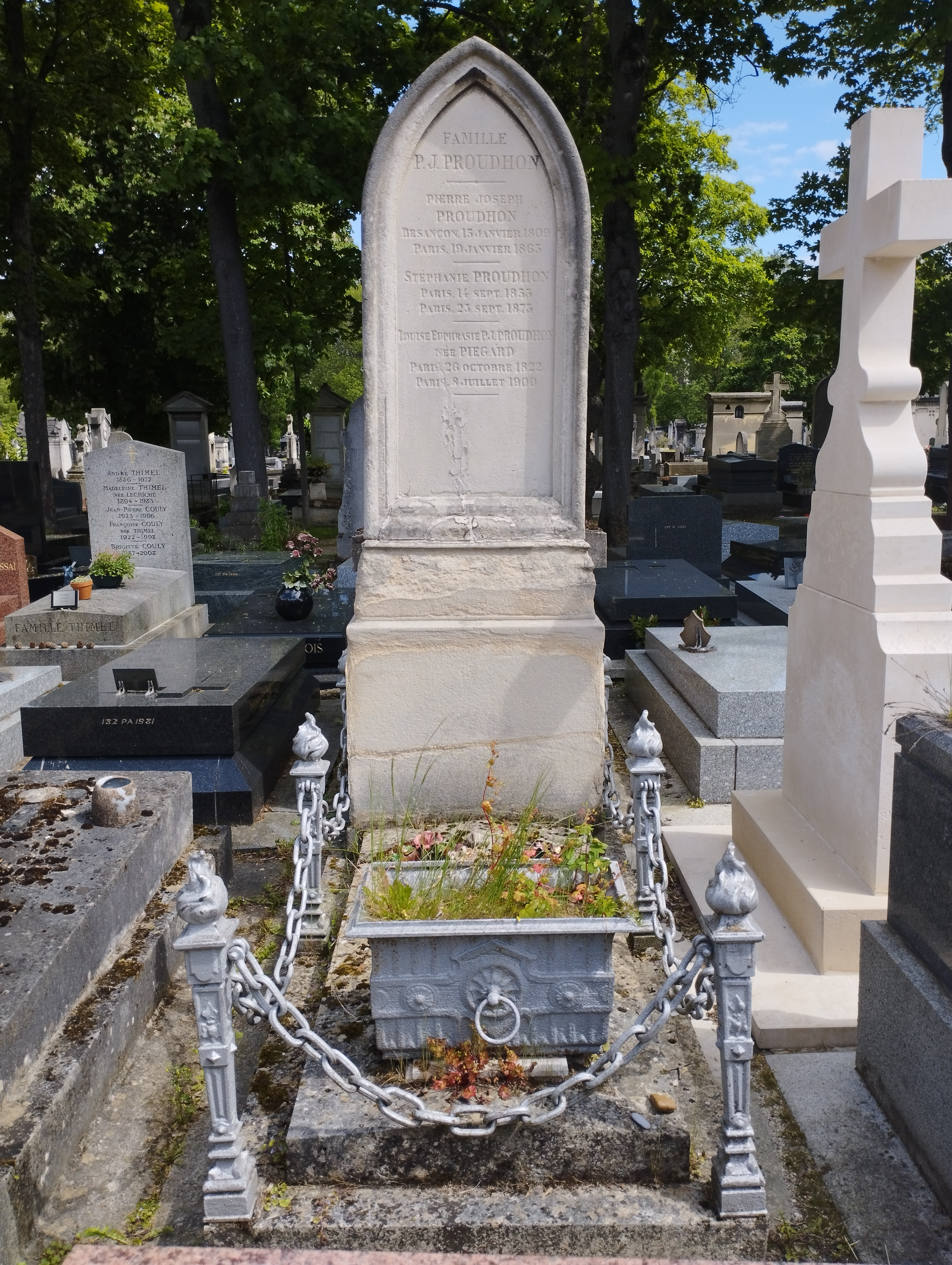
Tombe de Pierre-Joseph Proudhon au cimetière du Montparnasse (division 2).

Est-ce à dire que nous devons renoncer au droit fondamental de la force ? En aucune façon. Ce serait accepter l'immobilisme, l'inertie sociale, une paix de mort. Il faut préserver ce droit de la force si nous ne voulons pas que l'humanité s'endorme dans une « sieste éternelle ». « Philanthropes, vous parlez d'abolir la guerre ; prenez garde de dégrader le genre humain. »
La « fin du massacre » ne doit pas se confondre avec la « fin de l'antagonisme ». Le problème n'est pas de supprimer les oppositions mais de trouver une forme d'organisation des sociétés qui assure « pleine et entière satisfaction » à l'antagonisme humain dans le respect de l'équilibre organisé par la Justice : « La paix n'est pas la fin de l'antagonisme, ce qui voudrait dire la fin du monde, la paix est la fin du massacre, la fin de la consommation improductive des hommes et des richesses. » (Livre V, Ch. V)
Cette réflexion s'inscrit parfaitement dans les propositions fédéralistes (fédéralisme politique, certes, mais surtout économique, culturel et social) qu'il va opposer, dans d'autres ouvrages, aux solutions unitaires, centralisatrices, « communistes », dont le but est de détruire les luttes émulatrices. Dans le fédéralisme proudhonien, au contraire, l'autonomie de l'ensemble des collectivités composant la société garantit une lutte permanente, lutte organisée par le principe fédératif mais ne permet à aucun niveau d'accumuler une puissance suffisante pour transformer le conflit en massacre.

### Testament politique: fédéralisme et démocratie ouvrière
Le 14 février 1863, il publie Du Principe fédératif et de la nécessité de reconstituer le Parti de la Révolution où il développe ses idées fédéralistes à la fois politique et économique. Jusque-là, il avait réclamé la destruction du pouvoir politique et l'organisation spontanée des forces économiques. Désormais, il n'élimine plus la politique, il la subordonne. Il n'accepte pas que l'État absorbe toutes les forces sociales dans une unité tyrannique. Il considère que seule la pluralité des centres de production et de distribution assurera la liberté. Mais, comme un groupe, en se développant à l'excès, pourrait devenir à son tour tyrannique, le rôle du fédéralisme (où chaque associé garde plus de liberté qu'il n'en aliène) sera de maintenir l'équilibre : l'indépendance et la vitalité de chacun seront garanties par le maintien des contradictions.
En 1864, il achève le manuscrit De la Capacité politique des classes ouvrières, sorte de testament politique et manuel pratique de la politique fédéraliste. Proudhon y considère le parlementarisme comme une illusion et recommande l'abstention,. Il dénonce l'inutilité des candidatures ouvrières. Le prolétariat doit rompre avec les institutions « bourgeoises », créer des associations fondées sur le principe de mutualité et institutionnaliser la réciprocité, inventer une « démocratie ouvrière ».
Il envisage l'évolution sociale comme une destruction graduelle de l'État, s'insurge contre l'école gratuite car celle-ci tendrait à renforcer l'ingérence de l'État dans la vie des citoyens, à développer la bureaucratie et à accentuer la centralisation du pouvoir. Il résout le problème grâce au mutuellisme : les travaux des élèves des écoles seraient mis en vente pour couvrir les frais d'instruction. Il se prononce pour la formation, par l'école, de citoyens fiers et indépendants plutôt que d'encyclopédistes impuissants. Il n'attend la véritable révolution que d'un peuple instruit capable de mener ses affaires lui-même. Il souhaite que la France soit plutôt peuplée de citoyens que de clients. Il souhaite des ouvriers assez maîtres d'eux-mêmes pour se méfier des thaumaturges et pour ne pas suivre le char des tyrans.

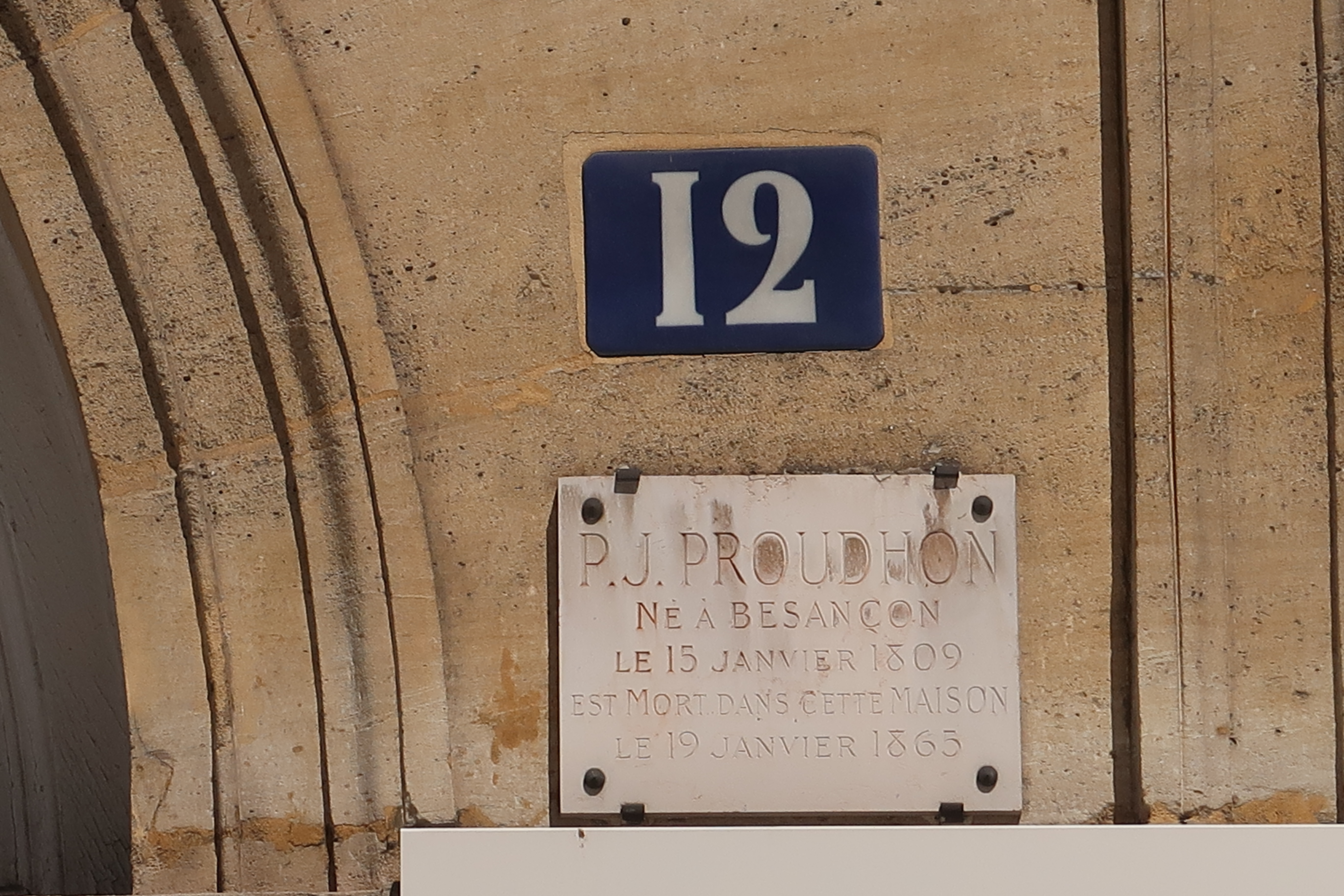
Plaque au 12 rue de Passy (16e arrondissement de Paris).

La même année à Londres, quelques mois avant sa mort, usé par les épreuves et le travail, Proudhon participe à la naissance de la Première Internationale avec (ou plutôt contre) Karl Marx. Des « proudhoniens » étaient présents, mais pas lui. En juillet-août 1864, Proudhon fait un voyage à Besançon puis rentre au 12 rue de Passy le 14 septembre. Son état de santé se dégrade. À partir du 30 novembre, il n'a plus la force de tenir la plume. Sa fille Catherine écrit sous sa dictée les dernières pages de la Capacité… Il n'est donc pas à Londres lors du meeting de St-Martin's Hall, le 28 septembre 1864, ni les jours qui suivent. Il ne semble pas, d'ailleurs, qu'il en ait entendu parler.
D'autre part, rappelons que Marx est alors totalement inconnu et que cela fait bien longtemps que Proudhon a oublié ses démêlés qui ont eu lieu vingt ans auparavant. Lorsque Sainte-Beuve écrit son Proudhon, en 1872, il cite une lettre de Grün dans laquelle ce dernier parle « de Hegel, de Feuerbach, d'Adam Smith, de Say, Blanqui, Wolowski, Fourier et Considerant, de Liszt et du Zollverein (union des douanes), de Heine et de Marx ». Sainte-Beuve connait toutes ces personnes, sauf le dernier. Il demande alors à un ami universitaire qui il est. Voici la note : « Un écrivain de la jeune école hégélienne, qui se distingua dans la lutte contre l'école de Berlin ». Pierre Macherey a étudié l’influence complexe de Hegel sur Proudhon ; il parle ainsi du « quasi-hégélianisme de Proudhon ».
Deux jours après ses obsèques, le 22 janvier 1865, Émile de Girardin fait remarquer dans La Presse que Proudhon était mort de l'incapacité où il avait été mis d'exercer son robuste talent de polémiste. Son influence fut considérable sur les ouvriers qui fondèrent l'Internationale en France. Elle s'exerce encore, directement ou indirectement, sur le mouvement ouvrier français.

### Philosophie politique

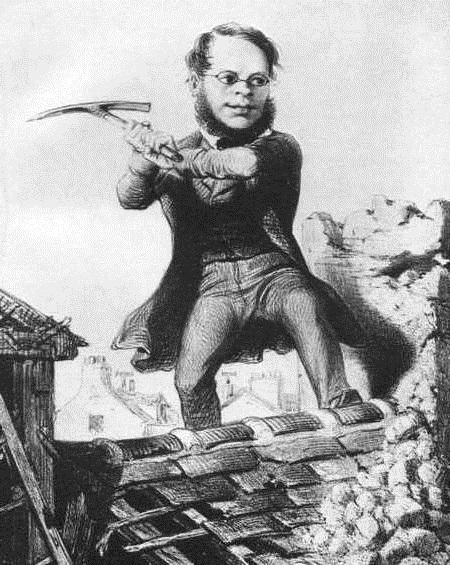
Proudhon (caricature).

« Être gouverné, c'est être gardé à vue, inspecté, espionné, dirigé, légiféré, réglementé, parqué, endoctriné, prêché, contrôlé, estimé, apprécié, censuré, commandé, par des êtres qui n'ont ni le titre, ni la science, ni la vertu… Être gouverné, c'est être, à chaque opération, à chaque transaction, à chaque mouvement, noté, enregistré, recensé, tarifé, timbré, toisé, coté, cotisé, patenté, licencié, autorisé, apostillé, admonesté, empêché, réformé, redressé, corrigé. C'est, sous prétexte d'utilité publique, et au nom de l'intérêt général, être mis à contribution, exercé, rançonné, exploité, monopolisé, concussionné, pressuré, mystifié, volé ; puis, à la moindre résistance, au premier mot de plainte, réprimé, amendé, vilipendé, vexé, traqué, houspillé, assommé, désarmé, garrotté, emprisonné, fusillé, mitraillé, jugé, condamné, déporté, sacrifié, vendu, trahi, et pour comble, joué, berné, outragé, déshonoré. Voilà le gouvernement, voilà sa justice, voilà sa morale ! Et dire qu'il y a parmi nous des démocrates qui prétendent que le gouvernement a du bon ; des socialistes qui soutiennent, au nom de la Liberté, de l'Égalité et de la Fraternité, cette ignominie ; des prolétaires, qui posent leur candidature à la présidence de la république ! Hypocrisie ! ».

### Rapports à la franc-maçonnerie
Le 8 janvier 1847, il est initié franc-maçon à la loge Sincérité, Parfaite Union et Constante Amitié du Grand Orient de France à Besançon.
Lorsque les questions rituelles lui sont posées, il répond : « Que doit l'homme à ses semblables ? Justice à tous les hommes ; Que doit-il à son pays ? Le dévouement ; Que doit-il à Dieu ? Guerre à Dieu »,. Une discussion s'ensuit où Proudhon explicite sa position antithéiste. Dans son ouvrage De la justice dans la Révolution et dans l'Église (1858), il s'explique : « Le Dieu des maçons n'est ni Substance, ni Cause, ni Âme, ni Monade, ni Créateur, ni Père, ni Verbe, ni Amour, ni Paraclet, ni Rédempteur, ni Satan, ni rien de ce qui correspond à un concept transcendantal : toute métaphysique est ici écartée. C'est la personnification de l'Équilibre universel : Dieu est l'Architecte ; il tient le Compas, le Niveau, l'Équerre, le Marteau, tous les instruments de travail et de mesure. Dans l'ordre moral, il est la Justice. Voilà toute la théologie maçonnique ».
La persécution, l'emprisonnement et l'exil politique font qu'il prend quelque distance avec son atelier d'origine pendant quatorze ans. Il ne pénètre à nouveau dans une loge maçonnique qu'en 1861, quatre ans avant sa mort, à Namur en Belgique. Il avoue n'être resté qu'au grade d'apprenti en disant : « Je me suis abstenu, j'ai vécu hors du temple… ».
Plusieurs loges (Écosse, Anvers, Verviers, Strasbourg, Paris, Gand, Reims) participeront à la souscription lancée après sa mort pour rembourser les nombreuses dettes qu'il laissait. Celle des Gymnosophistes de Londres adressera ses condoléances officielles à Mme Proudhon.

### Vision des femmes
« La femme n’est pas seulement autre que l’homme : elle est autre parce qu’elle est moindre. Là où la virilité manque, le sujet est incomplet. » (1858)

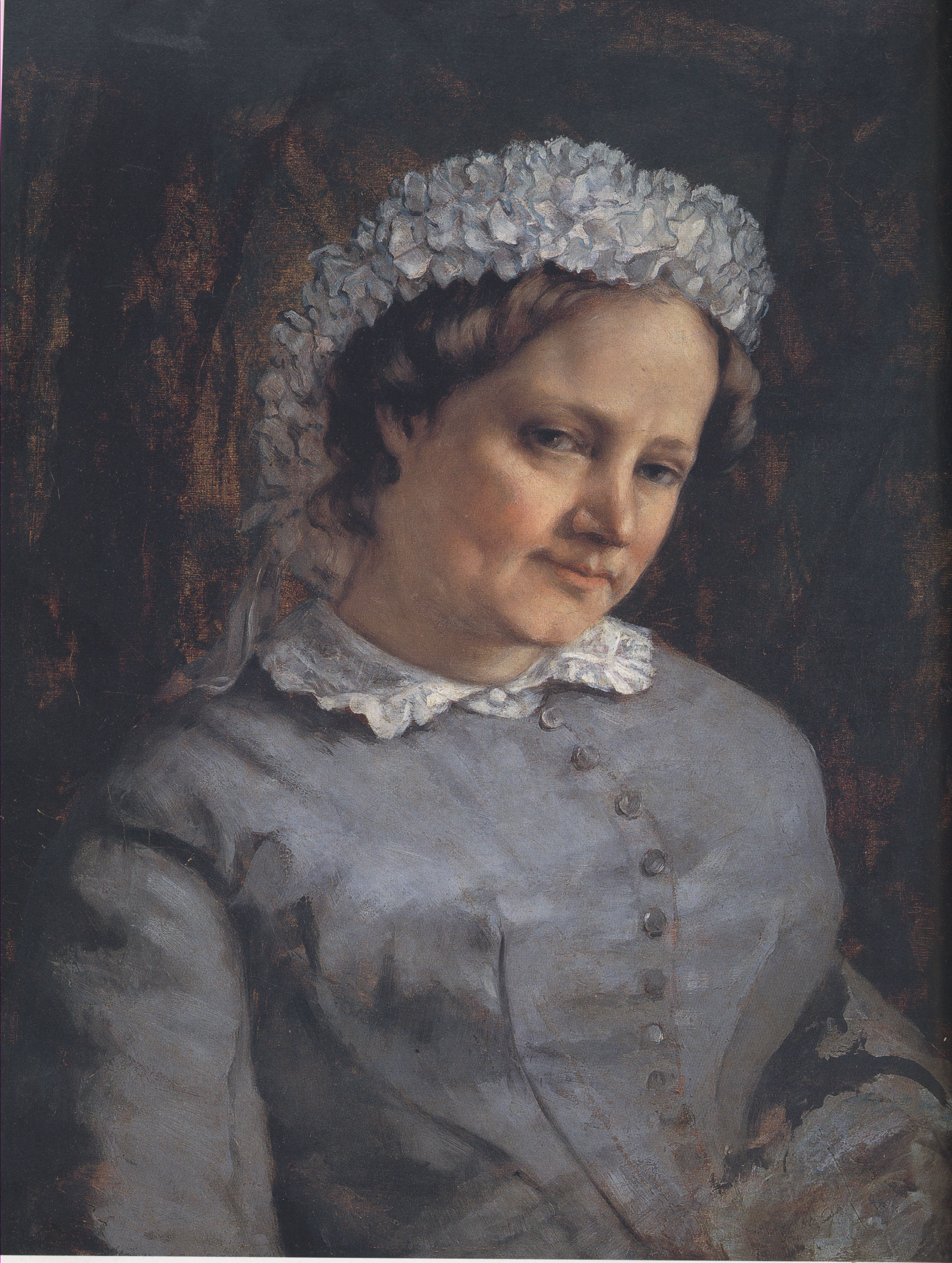
Euphrasie Proudhon, portrait peint par Gustave Courbet en 1865.

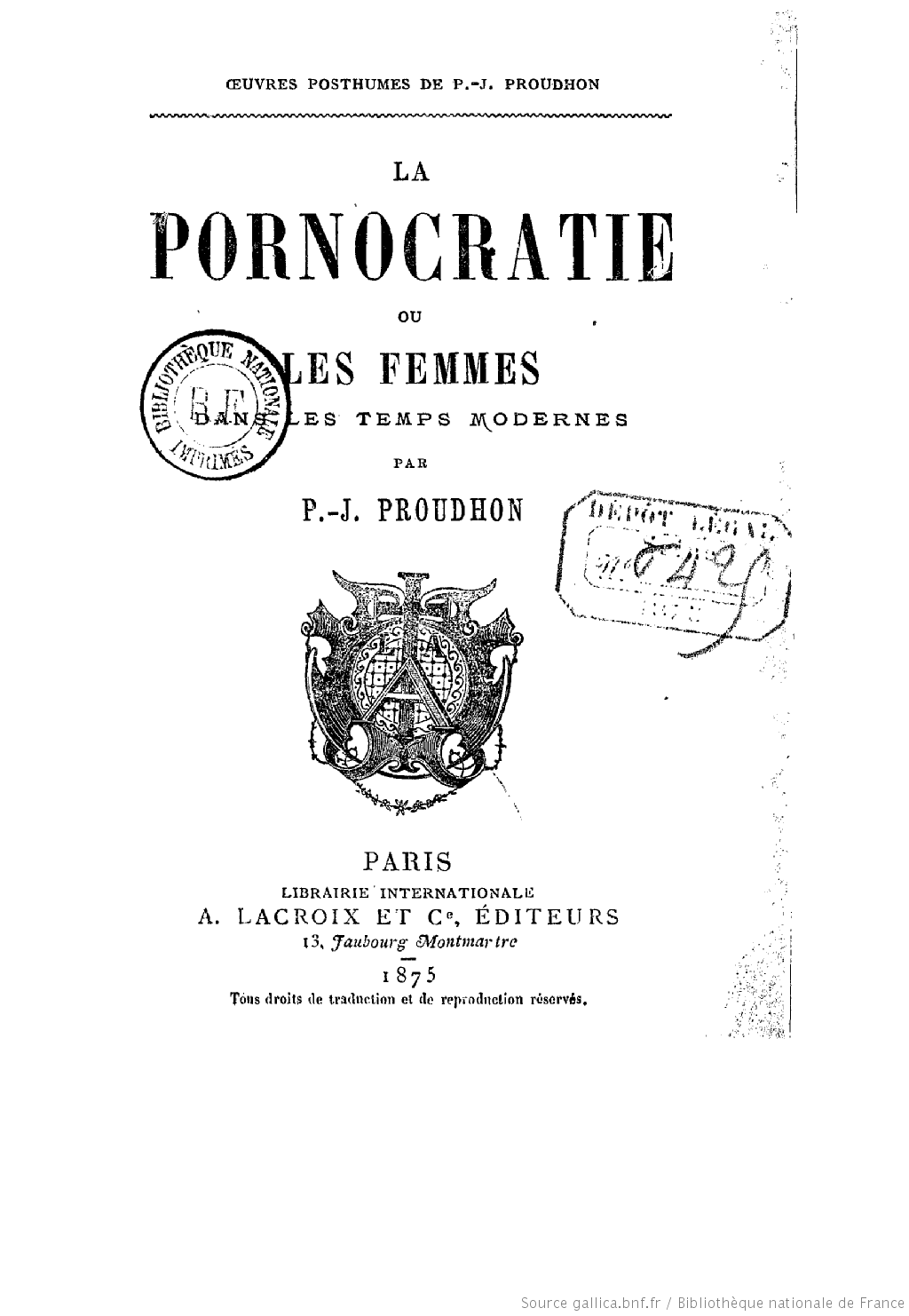
La Pornocratie ou Les Femmes dans les temps modernes, 1875.

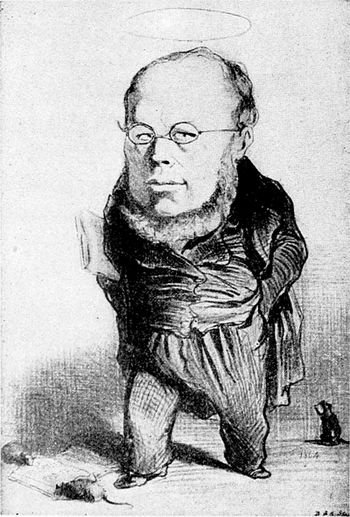
Caricature de Proudhon.

Proudhon, comme nombre de ses contemporains, s'est livré à une critique virulente des femmes libres (à l'exception notable de Flora Tristan qu'il a personnellement connue), à l'encontre de George Sand par exemple dans De la justice dans la Révolution et dans l'Église où il se montre particulièrement conservateur.
Comme il l'explique lui-même, Proudhon, dans le choix de son épouse, ne cherche pas une femme riche ou savante, son modèle féminin étant « l’ouvrière, simple, gracieuse, naïve, dévouée au travail et à ses devoirs ». À ses yeux, Euphrasie Piégard, qu'il épouse en 1849, remplit ces conditions. Elle ne sait pas écrire et se fait aider pour cela toute sa vie.
Pour lui, la vraie place de la femme n'est pas à l'usine mais au foyer. Par ses prises de position, Proudhon a heurté les femmes de son temps. Convaincu de l'infériorité naturelle des femmes, il les pense incapables « de produire des idées » ; êtres passifs, elles n'accèdent au verbe que par la médiation de l'homme. Cet aspect réactionnaire du penseur socialiste a très souvent été occulté par les analystes et les contempteurs d'un des fondateurs du socialisme français.
En 1848, des femmes réclament leurs droits au nom des principes universels, au nom de la « vraie république ». Exclues du suffrage, tout juste acceptées dans les ateliers nationaux, les femmes socialistes ne renoncent pas. Selon Jeanne Deroin par exemple, l'avenir du socialisme est en jeu en 1848-49. Elle est persuadée que l'égalité entre les sexes est la condition d'un progrès réel, tout comme l'avait perçu Charles Fourier en 1808. Se dire socialiste, partisan d'une « vraie république », sans comprendre la liberté de chacun et de toutes, est une tromperie. C'est ôter au mot son contenu, c'est user d'un terme et agir en son contraire. Aussi se décida-t-elle à porter sa candidature aux élections législatives de 1849 pour dénoncer « l'inégalité du suffrage universel ». Proudhon s'insurge contre cette candidature. Son hostilité se manifeste dans les colonnes du Peuple. À plusieurs reprises, il dénonce cette présence féminine dans la campagne électorale qui mettrait en jeu l'idée même du socialisme et en dénaturerait le sens. La polémique se poursuit par des menaces. Proudhon somme ses « frères socialistes » de choisir car l'avenir du socialisme en dépend : « Un fait très grave et sur lequel il nous est impossible de garder le silence, s'est passé à un récent banquet socialiste. Une femme a sérieusement posé sa candidature à l'Assemblée Nationale. […] Nous ne pouvons laisser passer sans protester énergiquement, au nom de la morale publique et de la justice elle-même, de semblables prétentions et de pareils principes. Il importe que le Socialisme n'en accepte pas la solidarité. L'égalité politique des deux sexes, c'est-à-dire l'assimilation de la femme à l'homme dans les fonctions publiques est un des sophismes que repousse non point seulement la logique mais encore la conscience humaine et la nature des choses […] La famille est la seule personnalité que le droit politique reconnaisse […] Le ménage et la famille, voilà le sanctuaire de la femme » (Le Peuple, 12 avril 1849). N.B. Cet article qui se trouve en page 2, 3e colonne, n'est pas signé. Bien des détails peuvent laisser à penser que Proudhon n'en est pas l'auteur.
Proudhon a pris la précaution de ne pas nommer Jeanne Deroin, ainsi efface-t-il sa trace de l'histoire du suffrage. Mais d'autres journaux s'expriment. Le débat, tant attendu par les « femmes de 1848 », est enfin engagé. La République, consacre sa première page à « la place des femmes dans la société », La Démocratie pacifique, journal des fouriéristes, publie la réponse de Jeanne Deroin. Et le 5 janvier 1849 donne la parole à Henriette (Hortense Wild) qui désigne le « représentant du peuple » comme l'allié des plus réactionnaires. Pleine d'humour, elle détourne la « fameuse formule » du « grand homme » : « Mauvais chrétien, socialiste haineux, vous poursuivez le monopole sous sa forme matérielle et particulièrement saisissable, ce qui est bien : mais quand on veut l'attaquer sous sa forme affective, vous vous mettez à la traverse et criez au scandale ! vous voulez de la dignité et de l'égalité des hommes, et vous repoussez la dignité et l'égalité des sexes ? La femme dites-vous n'a rien à attendre de plus et son devoir est de rester dans la retraite pour laquelle la nature la créée. Pitié de vos sophismes, honte à vos idées de résignation quand même ! […] Notre mysticisme vous déplaît, ô saint Proudhon ! Eh bien encore un peu de temps et il naîtra, j'en suis sûre, une Sainte Proudhonne (…). Sainte Proudhonne découvrira sans peine cette autre propriété qui a échappé à la courte vue de son patron […] Sainte Proudhonne verra bien que l'amour, réglé par vous et devenu le droit du plus fort, constitue la plus inique des propriétés, et sous l'empire de ses convictions, s'emparant de votre plus audacieuse formule, Sainte Proudhonne démontrera clairement au monde que la propriété c'est le viol ».
Mais il n'y a pas que des femmes qui, à l'époque, critiquent Proudhon sur le sujet. Joseph Déjacque publie une lettre ouverte dans son quotidien, Le Libertaire, intitulée « De l'être humain mâle et femelle, lettre à P.-J. Proudhon », dans laquelle il critique violemment le « père de l'anarchisme » pour ses positions sur les femmes et la propriété. Il étaye ses arguments non pas sur ce qu'a écrit Proudhon (qu'il n'a pas lu) mais sur des articles publiés par Jenny d'Héricourt dans la Revue philosophique et religieuse traduits dans un journal américain. De même, Pierre Leroux écrit dans sa « Lettre au docteur Deville » que Proudhon, du fait de sa position sur les femmes, ne peut plus être considéré comme l'icône du pôle libertaire du socialisme.
Néanmoins, Proudhon contribue ainsi à forger l'idée du socialisme au masculin qui l'emporte et pour longtemps. La section française de la Première Internationale en gardera les traces, notamment en prenant position contre le travail des femmes à l'usine.
Pour la féministe libertaire, Hélène Hernandez : « les idées de Pierre-Joseph Proudhon qui apparaît non seulement misogyne mais stupide et odieux sur la question des femmes, dans un siècle certes empreint de morale victorienne, mais qui cherchait en France peu à peu à scolariser ses filles. Dans La Pornocratie ou les femmes dans les temps modernes, nous avons droit à quelques florilèges : La femme ne peut être que « ménagère ou courtisane », « La femme est un joli animal, mais c'est un animal. Elle est avide de baisers comme la chèvre de sel », « Il faut absolument qu'un mari impose le respect à sa femme, et pour cela tous les moyens lui sont donnés : il a la force, la prévoyance, le travail, l'industrie. En aucune de ces choses, la femme ne saurait l'égaler ». « Le cœur de l'homme doit être plein de volupté de commander chez lui. Sans cela, l'homme disparaît ».
Daniel Guérin (communiste libertaire et fondateur, avec entre autres Christine Delphy et Françoise d'Eaubonne, du Front homosexuel d'action révolutionnaire) en livre une critique acerbe dans son texte « Proudhon, un refoulé sexuel ». Selon lui, ce refoulement viendrait du fait que Proudhon aurait été homosexuel.

### Vues sur Juifs, la sexualité, l'esclavage et la colonisation

#### Sur les Juifs
Bien que Proudhon ne fasse pas, contrairement à Alphonse Toussenel, de l'antisémitisme un fondement de sa pensée, il exprime, à une dizaine de reprises, des humeurs antisémites parfois extrêmement violentes dans des Carnets où, pendant une vingtaine d'années, il a noté au fur et à mesure tout ce qui lui passait par la tête :

« Le Juif est l'ennemi du genre humain. Il faut renvoyer cette race en Asie ou l'exterminer… Par le fer, par le feu ou par l'expulsion il faut que le Juif disparaisse »

— (Carnets, 26 décembre 1847).
Il écrit également, toujours dans ses Carnets :

« Juifs. Faire un article contre cette race qui envenime tout, en se fourrant partout, sans jamais se fondre avec aucun peuple. Demander son expulsion de France, à l’exception des individus mariés avec des Françaises ; abolir les synagogues, ne les admettre à aucun emploi, poursuivre enfin l’abolition de ce culte. Ce n’est pas pour rien que les chrétiens les ont appelés déicides (…) H. Heine, A. Weil, et autres ne sont que des espions secrets ; Rothschild, Crémieux, Marx, Fould, êtres méchants, bilieux, envieux, âcres, etc. etc. qui nous haïssent…[source secondaire nécessaire] »

Loin de se limiter à ses Carnets, il est important de souligner que l'antisémitisme racial de Proudhon se double d'un antisémitisme social inspiré en partie par l'écrivain fouriériste Alphonse Toussenel et son livre Les Juifs, Rois de l'époque, Toussenel étant loué comme "le plus spirituel des écrivains socialistes". Ainsi, pour Proudhon, « le Juif » est le type achevé du parasite, de l'improductif et de l'oisif : 
"Le Juif est par tempérament anti-producteur, ni agriculteur, ni industriel, pas même vraiment commerçant. C’est un entremetteur, toujours frauduleux et parasite, qui opère, en affaires, comme en philosophie, par la fabrication, la contrefaçon, le maquignonnage. Il ne sait que la hausse et la baisse, les risques de transport, les incertitudes de la récolte, les hasards de l’offre et la demande. Sa politique en économie est toute négative, c’est le mauvais principe."[source secondaire nécessaire]
Proudhon croit, en effet, que « le Juif » représente le capitalisme naissant, que les Juifs sont une « race insolente, obstinée, infernale », les « premiers auteurs de cette superstition malfaisante, appelée catholicisme » (Carnets, 20 février 1847), qu'ils exercent une action dissolvante sur la société, sont inassimilables et source de tensions sociales permanentes : Proudhon se range ainsi parmi les précurseurs de l'antisémitisme de gauche,,.

#### Sur la sexualité
Dans une compilation de textes posthumes parues en 1876 sous le nom Amour et Mariage, Proudhon écrit sur l'homosexualité :

« Sans aller jusqu’à la mort, je regrette que cette infamie qui commence à se propager parmi nous, soit traitée avec tant d’indulgence. Je voudrais qu’elle fût, dans tous les cas, assimilée au viol, et punie de vingt ans de réclusion,. »

Ainsi, sur le plan de la morale sexuelle, il se montre être très conservateur. Il s'en prend notamment au plaisir, à la séduction, à la jouissance et dans une certaine mesure au mariage :

« Je veux […] que l’éducation soit dirigée d’après ces principes : travail, sobriété, fatigue, peines fréquentes et plaisirs rares. Que le jeune homme aime le plus tard possible ; qu'il épouse plus tard encore ; que le mariage lui soit une charge rude, afin que sa femme lui soit moins séduisante […] et sa vie s’écoule, tout entière, entre le travail et l’amitié. »

#### Sur l'esclavage, la colonisation et les races
Concernant l'esclavage, Proudhon écrit en 1840 :

« Si j'avais à répondre à la question suivante : Qu'est-ce que l'esclavage ? et que d'un mot je répondisse : C'est l'assassinat, ma pensée serait d'abord comprise. Je n'aurais pas besoin d'un long discours pour montrer que le pouvoir d'ôter à l'homme la pensée, la volonté, la personnalité, est un pouvoir de vie et de mort, et que faire un homme esclave, c'est l'assassiner. Pourquoi donc à cette autre demande : Qu'est-ce que la propriété ? ne puis-je répondre de même : C'est le vol, sans voir la certitude de n'être pas entendu, bien que cette seconde proposition ne soit que la première transformée ? »

— (Qu'est-ce que la propriété, Ch. Ier, 1840).[source secondaire nécessaire]
Pourtant, vingt ans plus tard, dans son ouvrage La Guerre et la Paix (1861), Proudhon déclare que « tout ce que nous avons à faire, nous race supérieure, vis-à-vis des inférieurs, c'est de les élever jusqu'à nous, c'est d'essayer de les améliorer ». Suivant cette idéologie raciste, Proudhon défend le principe de l'esclavage, écrivant même : « Quels sont les ennemis des noirs ? ceux qui, le sachant ou ne le sachant pas, il n'importe, méditent de les faire périr dans la désolation du prolétariat. Quels sont […] les vrais négrophiles ? ceux qui, les tenant en servitude, les exploitant, il est vrai, pour assurer leur subsistance, les améliorent insensiblement par le travail, et les multiplient par le mariage ». S'opposant à l'abolition de l'esclavage, Proudhon propose une intervention de l'État pour faire du maître un « tuteur » pour ses esclaves. L'ouvrage continue par une apologie de la colonisation, appelant à l'installation des Européens au « centre du Soudan » comme ils se sont installés « au centre des deux Amériques » et clamant le « droit » des Européens à « contraindre au travail » les Noirs (La Guerre et la Paix, Livre II, Ch. X, sur Le Droit de la Force, 1861)[source secondaire nécessaire].

### Influence sur les anarchistes
Proudhon a eu une influence directe et déterminante sur le mouvement ouvrier français. Le mouvement libertaire n'apparaît, en tant que tel, qu'environ quinze ans après sa mort. Il en est un des précurseurs et son influence est marquante lorsqu'il devient l'ami intime de Bakounine, à Paris dans les années 1840. Il est l'auteur socialiste révolutionnaire le plus traduit en Russie au XIXe siècle, au point par exemple que Tolstoï intitule son roman Guerre et Paix en hommage à l'un de ses ouvrages et que Dostoïevski le cite dans Les Frères Karamazov. Il fait partie des lectures de jeunesse de Kropotkine. Et lors du procès des anarchistes de Lyon en 1883, il est reconnu comme le « père de l'anarchisme ». Enfin, Émile Pouget, figure éminente de la CGT syndicaliste révolutionnaire entre 1901 et 1908, se réclame explicitement de Proudhon dans sa brochure L'Action directe (1910). L'auteur de Philosophie de la misère, contre lequel Karl Marx a écrit un livre Misère de la philosophie a donc joué un rôle important dans la construction idéologique de ceux qui seront les organisateurs, les théoriciens et les propagandistes de l'anarchisme au tournant du XXe siècle.

## Vision par ses contemporains

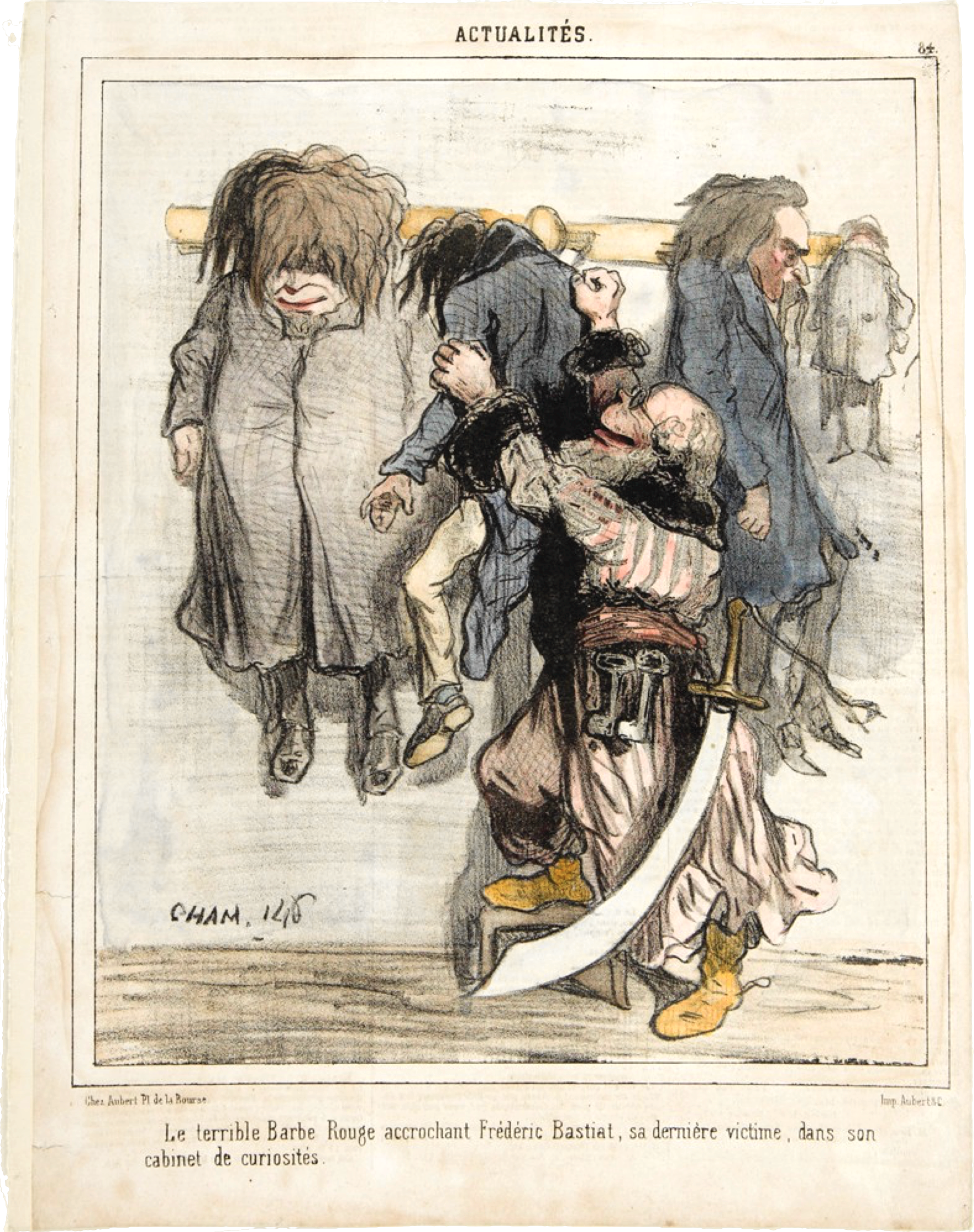
Le terrible Barbe Rouge accrochant Frédéric Bastiat, sa dernière victime, dans son cabinet de curiosités. Caricature de Cham raillant leur polémique dans La Voix du peuple.

- Gustave Courbet, son ami de longue date, franc-comtois comme lui, a fait plusieurs portraits de lui, dont un, en 1865, conservé au musée du Petit Palais, intitulé Proudhon et ses enfants.
- En 1865, le jeune Émile Zola reproche à Proudhon ses conceptions de l'art soumis au service des utopies humanitaires[sp 59].
- En février 1849, Eugène Baillet compose une chanson en l'honneur de Proudhon : Les Apôtres de l'Humanité[sp 60].
- Proudhon polémique durant treize semaines avec Frédéric Bastiat dans le journal La Voix du peuple au sujet de la gratuité du crédit[sp 61].
- En mai 1857, dans une lettre ouverte, De l'être-humain mâle et femelle, publiée à la Nouvelle-Orléans, Joseph Déjacque, militant et écrivain anarchiste, crée le néologisme « libertaire » par opposition à la misogynie de Proudhon. Il l'accuse d'être un « anarchiste juste-milieu, libéral et non libertaire ». Contre son conservatisme en matière de mœurs, Déjacque revendique la parité des sexes et la liberté du désir dans une société affranchie de l'exploitation et de l'autorité[63].
- Victor Hugo, en 1874, dans Choses vues, aura ce mot : « Proudhon, le bœuf qui laboure, mais qui est eunuque »[sp 62].

## Hommages

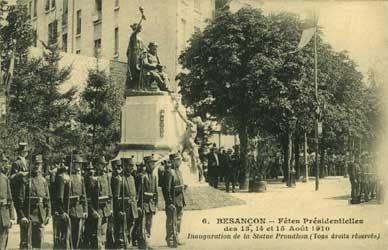
Carte postale de 1910 : inauguration de la statue en bronze de Proudhon à Besançon.

Les 13, 14 et 15 août 1910, à Besançon, est inaugurée une statue en bronze de Pierre-Joseph Proudhon, réalisée par le sculpteur bisontin Georges Laëthier. La décision d'ériger cette statue dans sa ville natale a été prise un an auparavant à l'occasion du centenaire de sa naissance et a donné lieu à une souscription et à un concours de sculpteurs. La statue n'existe plus, fondue sous le régime de Vichy dans le cadre de la mobilisation des métaux non ferreux. Elle a été remplacée en 1956 par une œuvre de Georges Oudot installée square Sarail.
Un timbre, d'une valeur faciale de 6f + 5f, d'une série de huit timbres consacrés au centenaire de la Révolution de 1848, a été émis par l'administration postale française[Quand ?].

## Commentaire
Jean Bancal écrit dans l'Encyclopédie Universalis : « Paysan de souche et ouvrier de condition, manuel d'origine et intellectuel d'accession, praticien par profession et théoricien par vocation, pragmatique par tempérament et moraliste par caractère, économiste et sociologue par observation, politique et éducateur par induction, Proudhon apparaît comme un microcosme du peuple français. Sa naissance et sa vie revêtent par elles-mêmes une double et même signification historique : l'avènement du prolétaire à l'intelligence de sa condition et de son émancipation, l'émergence de la société industrielle dans sa dimension planétaire ».

## Controverse
L'œuvre de Proudhon a parfois été desservie par ceux qui s'en sont réclamés après sa mort. La tendance « proudhonienne » animée par l'ouvrier Henri Tolain au sein de la Première Internationale (Association internationale des travailleurs), ne s'est distinguée que par son attachement à la propriété privée, avant de se disloquer sous la double pression de Karl Marx et de Bakounine. Proudhon s'est également vu récupéré par des penseurs fort éloignés de l'anarchisme comme le réformiste parlementaire Jean Jaurès, l'écrivain Maurice Barrès, les Syndicalistes jaune de Pierre Biétry, le monarchiste Louis Dimier incluant Proudhon dans son livre Les maîtres de la contre-révolution ainsi que Charles Maurras, fondateur de l'Action française, qui, avec Georges Valois, Henri Lagrange et les syndicalistes révolutionnaires Édouard Berth et Georges Sorel fondent en 1911 un « Cercle Proudhon ». Durant l'Entre-deux-guerres, les Non-conformistes des années 1930 se revendiqueront de son influence ainsi que des écrivains fascistes comme Pierre Drieu la Rochelle et certains nazis comme Willibad Schulze et Karl Heinz Bremer qui diront leur admiration pour le philosophe. Aussi, certains des partisans du régime de Vichy, dont notamment les socialistes et les syndicalistes ralliés à la Collaboration, utiliseront certains aspects corporatistes de sa pensée.

## Liste de ses œuvres

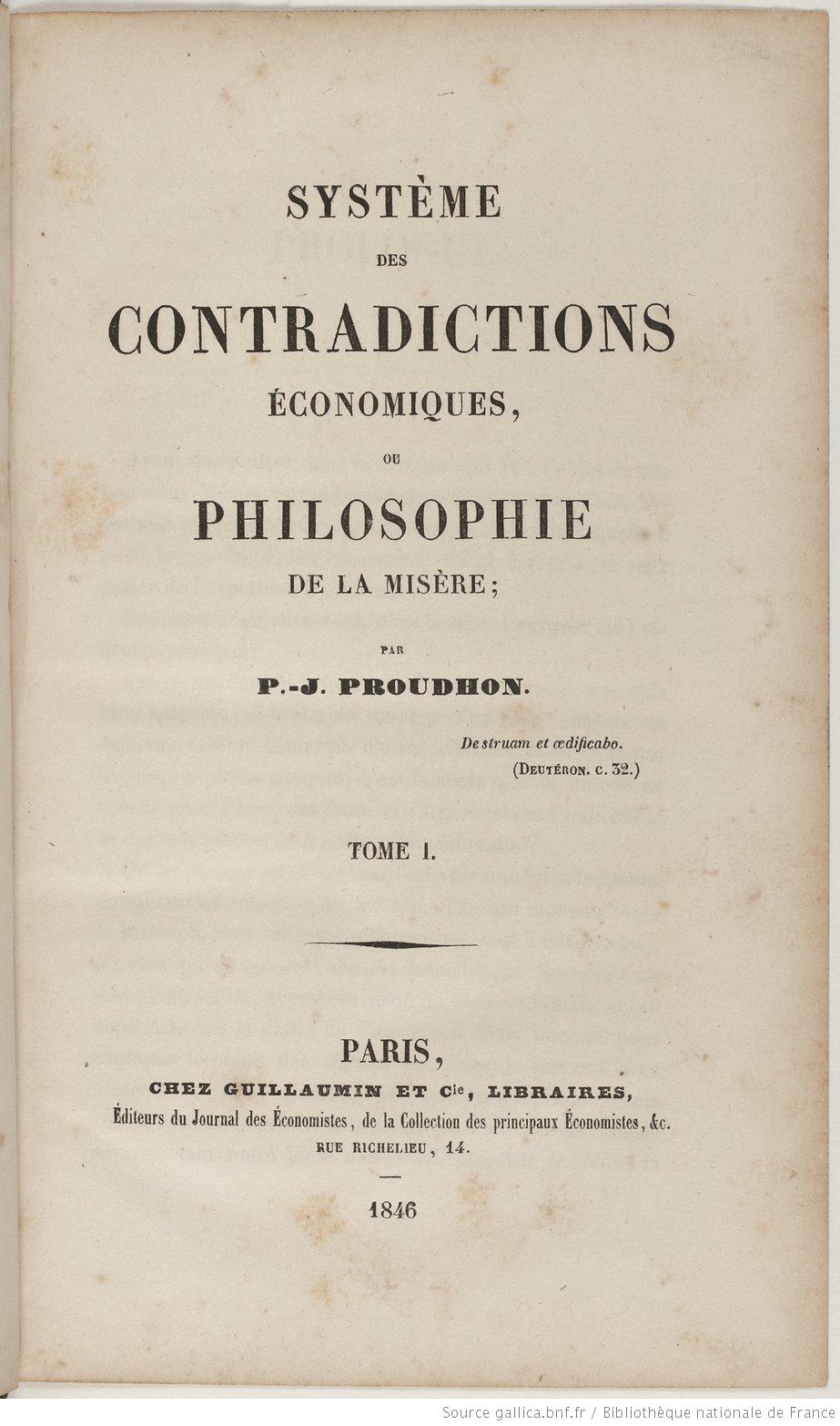
Système des contradictions économiques ou Philosophie de la misère, 1846.

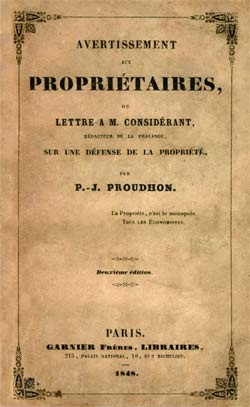
Édition de 1848.

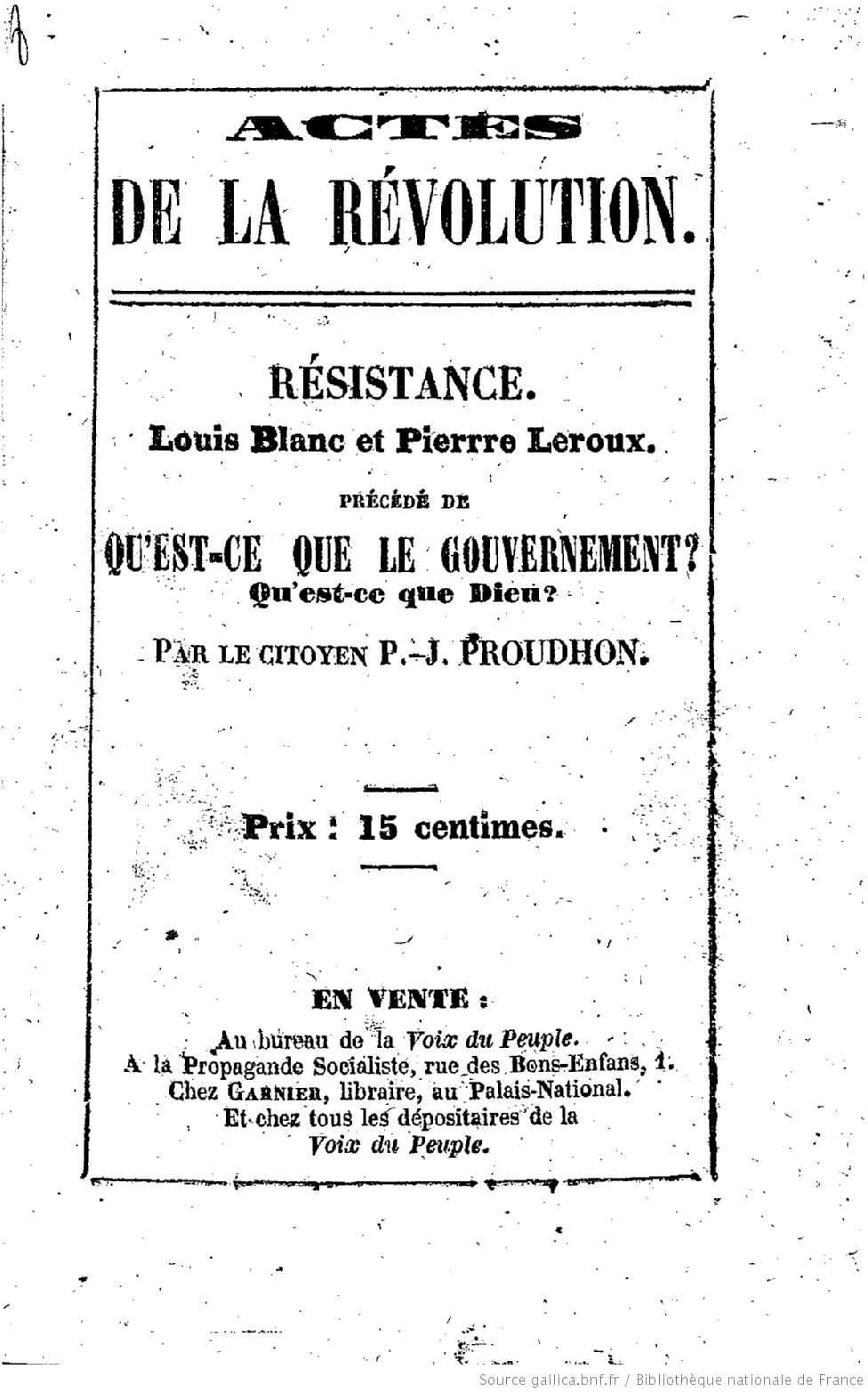
Actes de la révolution : Résistance : Louis Blanc et Pierre Leroux, précédé de Qu'est-ce que le gouvernement ? qu'est-ce que Dieu ?, 1849.

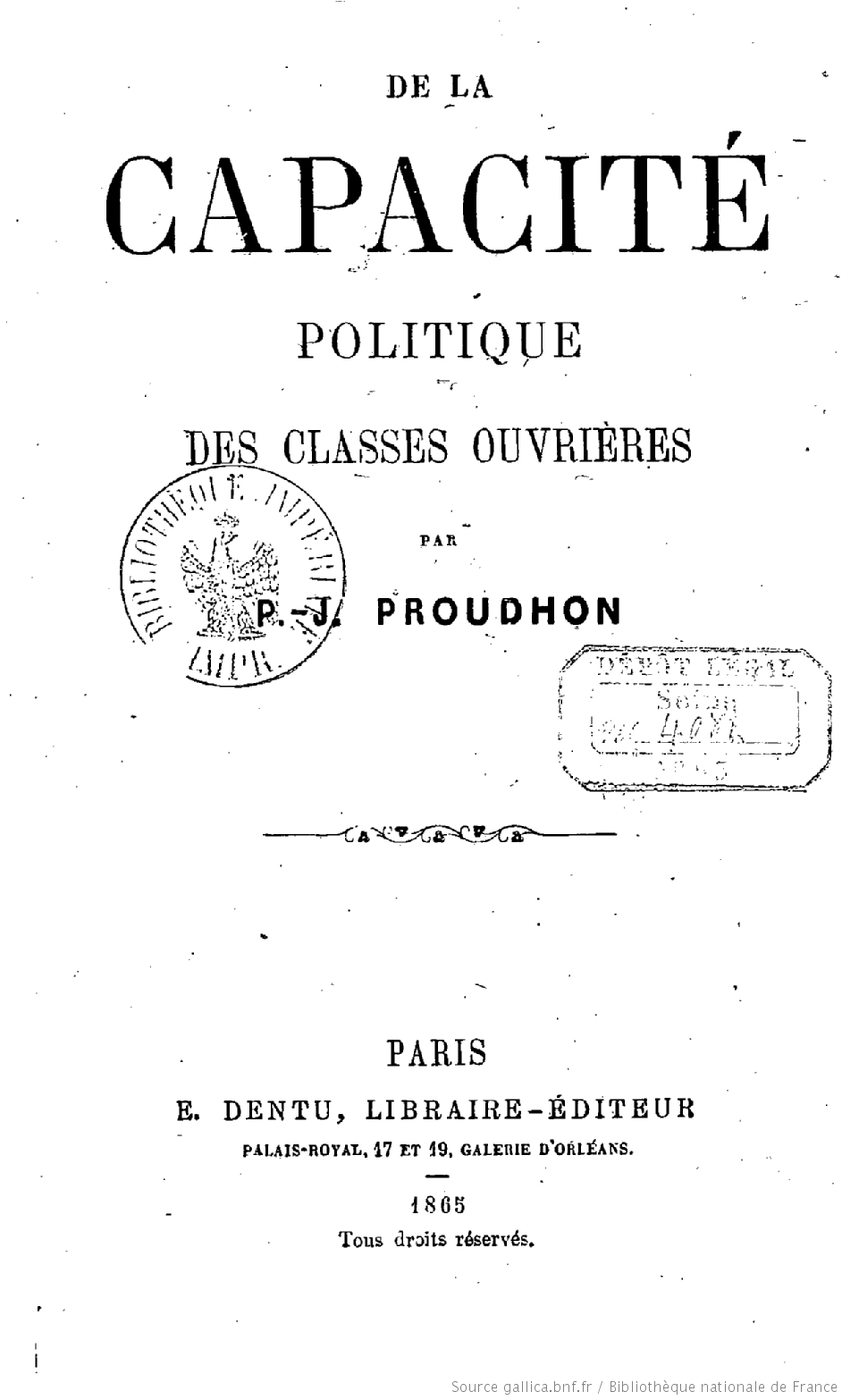
De la Capacité politique des classes ouvrières, 1865.

- Essai de grammaire générale, non signé, 1837, texte intégral.
- Articles dans l'Encyclopédie catholique, 1839
- De l'utilité de la célébration du dimanche, considérée sous les rapports de l'hygiène publique, de la morale, des relations de famille et de cité, Besançon, 1839, texte intégral.
- Qu'est-ce que la propriété ? ou Recherche sur le principe du Droit et du Gouvernement, Paris, 1840, texte intégral.
- Lettre à M. Blanqui sur la propriété, Paris, 1841, texte intégral.
- Avertissement aux propriétaires, ou lettre à M. Considérant, rédacteur de La Phalange, sur une défense de la propriété, Paris, 1841, texte intégral.
- Explications présentées au ministère public sur le droit de propriété, Cour d'assises du Doubs, 3 février 1842, texte intégral.
- De la Création de l'Ordre dans l'Humanité, 1843.
- De la concurrence entre les chemins de fer et les voies navigables, 1845, texte intégral.
- Miserere ou la pénitence d'un roi, Lettre au R. P. Lacordaire sur son carême de 1845, 1845
- Système des contradictions économiques ou Philosophie de la misère, 1846, tome I, tome II.
- Prospectus du Peuple, 1847
- Solution du problème social, 1848
- Organisation du crédit et de la circulation et solution du problème social sans impôt, sans emprunt, 11 juillet 1848.
- Aux électeurs du Doub, 1848
- Proposition relative à l'impôt sur le revenu présentée par le citoyen Proudhon, suivie du discours qu'il a prononcé à l'Assemblée nationale le 31 juillet 1848, 1848, texte intégral.
- Le droit au travail et le droit à la propriété, 1848, texte intégral.
- Résumé de la question sociale, Banque d'échange, 1848.
- Nombreux articles dans Le Peuple (2 septembre 1848 - 13 juin 1849, quotidien à partir du 23 novembre 1848)
- Banque du peuple : déclaration, 1849, texte intégral.
- Actes de la révolution : Résistance : Louis Blanc et Pierre Leroux, précédé de Qu'est-ce que le gouvernement ? qu'est-ce que Dieu ?, Paris, 1849, texte intégral.
- Idées révolutionnaires : les Malthusiens, programme révolutionnaire, la réaction, question étrangère, la présidence, argument de la Montagne, le terme, toast à la révolution, etc., 1849, texte intégral.
- Les Confessions d'un révolutionnaire pour servir à l'histoire de la Révolution de Février, Paris, 1849, texte intégral.
- Nombreux articles dans La Voix du Peuple (1er oct. 1849 - 14 mai 1850, quotidien)
- Le Peuple de 1850 (quotidien, juin à octobre 1850)
- Idée générale de la révolution au XIXe siècle, choix d'études sur la pratique révolutionnaire et industrielle, 1851, texte intégral.
- Philosophie du progrès, programme, lettres à M. Romain Cornut, De l'idée du progrès, De la certitude et de son Critérium, Sainte-Pélagie (1851), 1853.
- La Révolution sociale démontrée par le coup d'État du 2 décembre, 1852, texte intégral.
- Manuel du Spéculateur à la Bourse, 1854.
- Des réformes à opérer dans l'exploitation des chemins de fer, 1855.texte intégral
- Manuel du spéculateur à la Bourse, 1853, 3e édition, très augmentée et signée par Proudhon. 1857, texte intégral.
- De la justice dans la Révolution et dans l'Église, 1858.
- La justice poursuivie par l'Église : appel du jugement rendu par le tribunal de police correctionnelle de la Seine, le 2 juin 1858, contre P.-J. Proudhon, 1858, texte intégral.
- La Guerre et la Paix, recherches sur le principe et la constitution du droit des gens, 1861, tome I, tome II.
- Théorie de l'impôt, question mise au concours par le Conseil d'État de Vaud en 1860, 1861.
- Les majorats littéraires, examen d'un projet de loi ayant pour but de créer au profit des auteurs, inventeurs, et artistes un monopole perpétuel, Bruxelles, Office de publicité, 1862, texte intégral.
- La fédération et l'unité en Italie, 1862.
- Du Principe fédératif et de la nécessité de reconstituer le Parti de la Révolution, 1863, texte intégral.
- Les démocrates assermentés et les réfractaires, Paris, 1863, texte intégral.
- Si les traités de 1815 ont cessé d'exister, actes du futur Congrès, Paris, 1863, texte intégral.
- Nouvelles observations sur l'unité italienne, 1864, texte intégral.

### Articles et discours
- Les articles écrits par Proudhon de 1847 à 1850, dans Le Représentant du Peuple, Le Peuple, La Voix du Peuple, Le Peuple, (de 1850) ont été recueillis partiellement dans 3 volumes de Mélanges de l'édition Lacroix (t. XVII, XVIII, XIX), puis en Appendice à divers volumes de l'édition Rivière).
- Le Miserere ou La pénitence d'un roi. Lettre au R.P. Lacordaire sur son Carême de 1845, Revue indépendante, 25 mars 1845.
- Les Malthusiens, 10 août 1848, texte intégral, écouter en ligne.
- Toast à la Révolution, 17 octobre 1848, texte intégral.
- Programme révolutionnaire adressé aux électeurs de la Seine, Le Représentant du Peuple, 31 mai, 1er et 5 juin 1848.
- Intérêt et principal, entre M. Proudhon et M. Bastiat sur l'intérêt des capitaux, La Voix du Peuple, 1850.

### Œuvres posthumes
N. B. Stricto sensu, seules Nouvelles observations sur l'unité italienne (article envoyé au journal Le Messager de Paris par Proudhon avant sa mort) et De la capacité politique des classes ouvrières sont des « œuvres posthumes » de Proudhon ; encore ce dernier texte a-t-il été corrigé et complété par Gustave Chaudey. Pour le reste, il s'agit d'ouvrages élaborés par ses exécuteurs testamentaires à partir de dossiers et de notes dont il pensait se servir pour écrire des livres. Voir par exemple l'Avertissement aux lecteurs du Principe de l'art[réf. nécessaire]. Il va de soi que les publications eussent été alors fort différentes. Proudhon avait demandé que toutes ses archives et carnets soient détruits à sa mort[réf. nécessaire].
- De la Capacité politique des classes ouvrières, 1865, texte intégral.
- Nouvelles observations sur l'unité italienne, 1865
- Du principe de l'art et de sa destination sociale, 1865, texte intégral.
- Théorie de la propriété, suivie du projet d'exposition perpétuelle, 1866, texte intégral.
- Les Évangiles : la Bible annotée (Nouveau testament), Bruxelles, 1866, texte intégral.
- La Bible annotée (Nouveau Testament) : les Actes des apôtres, les Épîtres, l'Apocalypse annotés, Bruxelles, 1867, texte intégral.
- France et Rhin, Paris, 1867, texte intégral.
- Contradictions politiques, théorie du mouvement constitutionnel au XIXe siècle (L'Empire parlementaire et l'opposition légale), lettre à M. Rouy en faveur de l'abstention, 1870, texte intégral.
- Trois lettres inédites [adressées à Auguste Javel, imprimeur à Arbois, et datées des 8 février 1842, 12 octobre 1848 et 14 janvier 1850, 1871, texte intégral.
- La Pornocratie ou Les Femmes dans les temps modernes, Paris, 1875, texte intégral.
- Amour et mariage, 1876, texte intégral.
- Césarisme et Christianisme (de l'an 45 avant J.-C. à l'an 476 après), 1883, texte intégral.
- Jésus et les origines du Christianisme, 1896, texte intégral.
- Napoléon Ier et lettre du général Brialmont, Paris, 1898, texte intégral.
- Commentaire sur les mémoires de Fouché, suivis du Parallèle entre Napoléon et Wellington, Paris, 1900, texte intégral.
- Napoléon III, 1900, texte intégral.
- La royauté du peuple souverain, Les Temps nouveaux, 1912, texte intégral.

### Correspondance et carnets
- Correspondance, 14 volumes, 1874-1875, notice par A. Langlois, (1493 lettres)
- Carnets (1847-1851), Les Presses du réel, 2005,  (ISBN 978-2-84066-102-3), notice éditeur.
- Carnets inédits – Journal du Second Empire (1851-1865), Les Presses du réel, 2014,  (ISBN 978-2-84066-348-5), notice éditeur.
- Proudhon expliqué par lui-même, lettres inédites de P.-J. Proudhon à M. N. Villiaume [24 et 29 janvier 1856] sur l'ensemble de ses principes et notamment sur sa proposition : la propriété, c'est le vol, 1866, texte intégral.
- Lettres inédites à Gustave Chaudey et à divers comtois [des années 1839, 1840, 1842, 1851, et 1856 à 1864], suivies de quelques fragments inédits de Proudhon et d'une lettre de Gustave Courbet sur la mort de Proudhon, 1911, texte intégral.
- Lettres au citoyen Rolland, 1858-1862.
- Lettres de Pierre Joseph PROUDHON, choisies et annotées, par Daniel Halévy et Louis Guilloux, préface de Sainte Beuve, Grasset, 1925.
- Lettres à sa femme, Grasset 1950.
- Carnets, La Grande Revue, 1er et 25 août, 25 septembre 1908.
- La bibliothèque municipale de Besançon conserve de nombreuses lettres et manuscrits inédits.

## Écrivains influencés
- Mikhaïl Aleksandrovitch Bakounine
- Pierre Kropotkine
- Karl Marx
- Georges Sorel
- Benjamin Tucker
- Georges Duchêne
- Paul-Henry Gendebien
- Silvio Gesell
- Émile Durkheim
- Michel Onfray